# Schwarzenberská hrobka (Murau)
Schwarzenberská hrobka je pohřebiště šlechtického rodu Schwarzenbergů v zahradě bývalého kapucínského kláštera v Murau ve Štýrsku v jižním Rakousku. Byla postavena v roce 1950 jako náhrada za rodové hrobky v Domaníně a v Orlíku nad Vltavou, protože po druhé světové válce se příslušníci primogenitury nesměli do Československa vrátit a příslušníci sekundogenitury po komunistickém puči v roce 1948 z Československa odešli. Hrobka ve své podstatě navazuje na pohřby Schwarzenbergů v kryptě pod Loretánskou kaplí v nedalekém kostele Nejsvětější Trojice.

## Historie a architektura

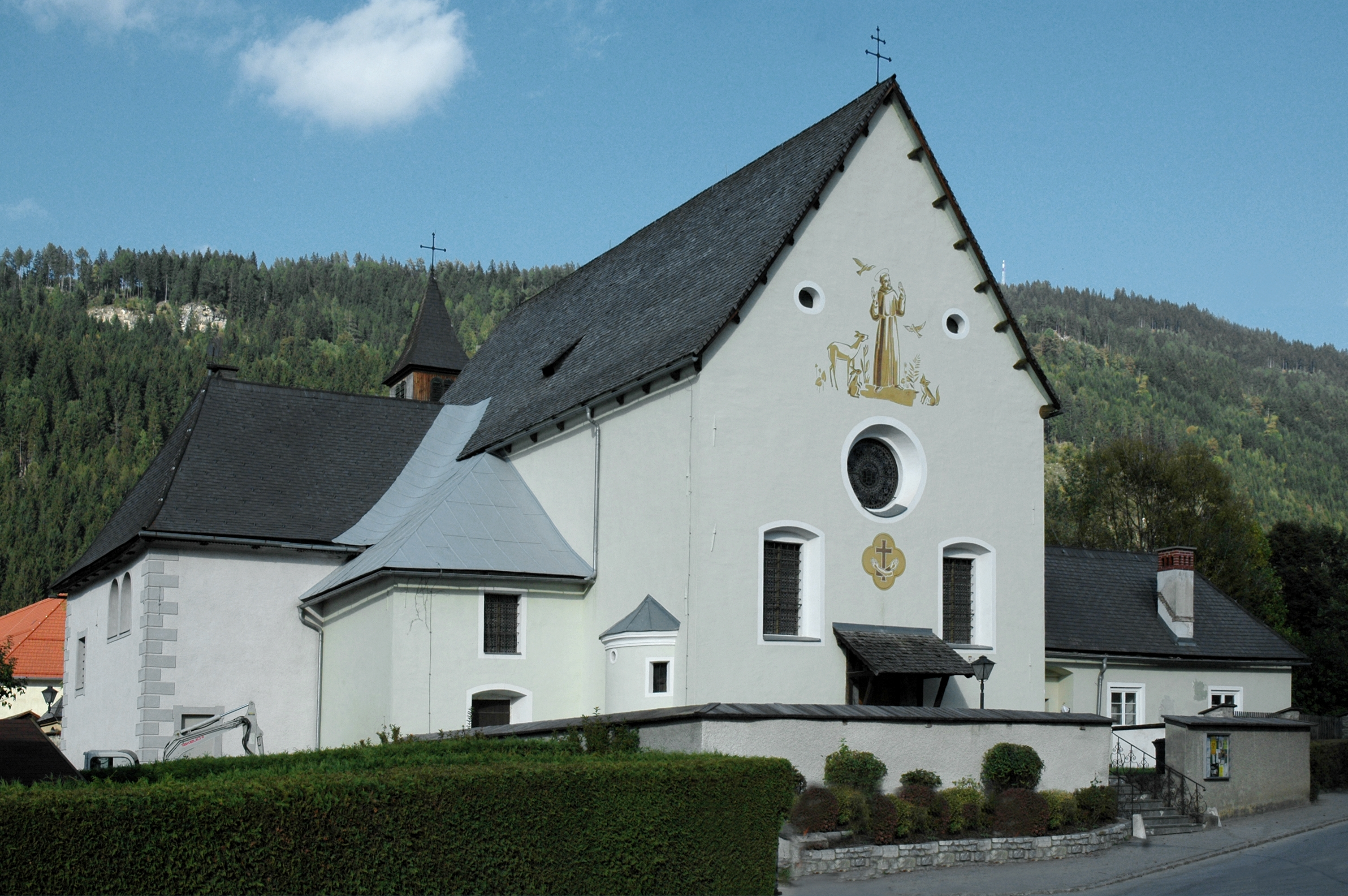
Kostel Nejsvětější Trojice, za kterým se nachází nová schwarzenberská hrobka

Panství Murau se dostalo do vlastnictví Schwarzenbergů prostřednictvím sňatku Jiřího Ludvíka ze Schwarzenbergu (1586–1646) s Annou Neumannovou z Wasserleonburgu (1535–1623) v roce 1617, resp. 1623. Protože Jiří Ludvík zemřel bezdětný, přešel majetek hohenlandsberské linie na Jana Adolfa I. ze Schwarzenbergu (1615–1683), pozdějšího 1. knížete ze Schwarzenbergu.  
Kapucínský klášter s kostelem Nejsvětější Trojice založil Jiří Ludvík ze Schwarzenbergu, základní kámen byl položen v roce 1645. Kostel byl vysvěcen teprve po Schwarzenbergově smrti v roce 1648. Loretánská kaple byla zřízena v roce 1679 na přání Jana Adolfa I. ze Schwarzenbergu.
V klášterní kapucínské zahradě se na sever od kostela od roku 1950 nachází nová schwarzenberská hrobka. Jedná se o vyvýšenou arkádovou lodžii o pěti obloucích, přičemž prostřední oblouk je vyšší a nad ním je původní schwarzenberský erb. Ve střední části, do které vede nízké schodiště o třech stupních, je na severní straně upevněn velký krucifix. Na ostatních vnitřních severních stěnách jsou náhrobní desky. V podlaze jsou po stranách dva a dva vstupy do podzemní hrobky, které jsou zakryty velkými kamennými deskami. Vpravo je ve stejné úrovni další vchod do hrobky, ten ovšem není zastřešený.

## Seznam pohřbených
Seznam vychází z nápisů na náhrobních deskách, které se objevily v pořadu České televize Zle, matičko, zle, Schwarzenberci zde! (2010, režie Břetislav Rychlík) a z dalších přehledů.
V tabulkách jsou uvedeny základní informace o pohřbených. Fialově jsou vyznačeni příslušníci rodu Schwarzenbergů, žlutě manželky, pokud zde byly pohřbeny. Červeně jsou zvýrazněni příslušníci primogenitury, modře sekundogenitury. Zeleně jsou vyznačeny osoby, jejichž ostatky byly po Sametové revoluci převezeny do České republiky. Zvláštní číslování mají osoby pohřbené v kostele bývalého kapucínského kláštera. Generace jsou počítány od Erkingera ze Schwarzenbergu (1362–1437), který byl v roce 1429 povýšen do stavu svobodných pánů. U manželek je generace v závorce a týká se generace manžela. Děti jsou vypsány v poznámce u matky, avšak pokud byla matka pohřbena jinde, jsou děti uvedeny v poznámce u otce.

### Seznam pohřbených chronologicky podle úmrtí (výběr)
Seznam nemusí být kompletní.
| Pořadí | Gene-race | Jméno pohřbeného                           | Datum a místo narození                    | Otec                                                                                          | Datum a místo sňatku, choť                                                                                         | Pohřeb a uložení do hrobky | Poznámky |
| Pořadí | Gene-race | Jméno pohřbeného                           | Datum a místo úmrtí                       | Matka                                                                                         | Datum a místo sňatku, choť                                                                                         | Pohřeb a uložení do hrobky | Poznámky |
| ------ | --------- | ------------------------------------------ | ----------------------------------------- | --------------------------------------------------------------------------------------------- | --- | --- | --- |
| 1.     | (17.)     | Therese, roz. z Trauttmansdorff-Weinsbergu | 9. 2. 1870 Oberwaltersdorf, Dolní Rakousy | Karel Jan z Trauttmansdorff-Weinsbergu 5. 9. 1845 Oberwaltersdorf – 9. 11. 1921 Horšovský Týn | 27. 8. 1889 Vídeň: Jan Nepomuk II. ze Schwarzenbergu 29. 5. 1860 Vídeň – 1. 10. 1938 Vídeň                         | | Kněžna ze Schwarzenbergu (1914–1938), dáma Řádu hvězdového kříže (1890), palácová dáma, nositelka Řádu Alžběty 1. třídy. Narodily se mu následující děti: - 1. Adolf (1890–1950; č. 3) - 2. Karel Felix (1892–1919; pohřben ve Schwarzenberské hrobce v Domaníně) - 3. Ida, provd. Revertera von Salandra (1894–1974; pohřbena v mauzoleu rodu Revertera-Salandra na hřbitově v Sankt Georgen bei Grieskirchen) - 4. Josefina, provd. Czerninová (1895–1965) - 5. Edmund Černov (1897–1932; zemřel na moři, pamětní deska ve Schwarzenberské hrobce v Domaníně) - 6. Anna (1897–1954; č. 5) - 7. Marie, provd. Croÿová (1900–1981; pohřbena v pohřební kapli v Zeltwegu) - 8. Terezie, provd. Guttenbergová (1905–1979) Manžel byl pohřben ve Schwarzenberské hrobce v Domaníně. |
| 1.     | (17.)     | Therese, roz. z Trauttmansdorff-Weinsbergu | 12. 8. 1945 Neunkirchen                   | Josefine Pallavicini 22. 1. 1849 Jemnice – 14. 7. 1923 Drážďany                               | 27. 8. 1889 Vídeň: Jan Nepomuk II. ze Schwarzenbergu 29. 5. 1860 Vídeň – 1. 10. 1938 Vídeň                         | | Kněžna ze Schwarzenbergu (1914–1938), dáma Řádu hvězdového kříže (1890), palácová dáma, nositelka Řádu Alžběty 1. třídy. Narodily se mu následující děti: - 1. Adolf (1890–1950; č. 3) - 2. Karel Felix (1892–1919; pohřben ve Schwarzenberské hrobce v Domaníně) - 3. Ida, provd. Revertera von Salandra (1894–1974; pohřbena v mauzoleu rodu Revertera-Salandra na hřbitově v Sankt Georgen bei Grieskirchen) - 4. Josefina, provd. Czerninová (1895–1965) - 5. Edmund Černov (1897–1932; zemřel na moři, pamětní deska ve Schwarzenberské hrobce v Domaníně) - 6. Anna (1897–1954; č. 5) - 7. Marie, provd. Croÿová (1900–1981; pohřbena v pohřební kapli v Zeltwegu) - 8. Terezie, provd. Guttenbergová (1905–1979) Manžel byl pohřben ve Schwarzenberské hrobce v Domaníně. |
| 2.     | 17.       | Felix Schwarzenberg                        | 8. 6. 1867 Libějovice                     | Adolf Josef ze Schwarzenbergu 18. 3. 1832 Vídeň – 5. 10. 1914 Libějovice                      | 15. 6. 1897 Kleinheubach: Marie Anna z Löwenstein-Wertheim-Rosenbergu 28. 9. 1873 Kleinheubach – 27. 6. 1936 Vídeň | | C. k. generálmajor, rytíř Řádu železné koruny 2. třídy s válečnou dekorací (1917), komtur Leopoldova řádu s válečnou dekorací, majitel statku v Gusterheim ve Štýrsku. Narodily se mu následující děti: - 1. Josef III. (1900–1979; č. 10) - 2. Sophie (1901–1915; pohřbena ve Schwarzenberské hrobce v Domaníně) - 3. Marie (1901–1935; pohřbena ve Schwarzenberské hrobce v Domaníně) - 4. Jindřich I. (Heinrich; 1903–1965; č. 6) Manželka byla pohřbena ve Schwarzenberské hrobce v Domaníně. |
| 2.     | 17.       | Felix Schwarzenberg                        | 18. 11. 1946 Gusterheim                   | Ida z Liechtensteinu 17. 9. 1839 Lednice – 4. 8. 1921 Libějovice                              | 15. 6. 1897 Kleinheubach: Marie Anna z Löwenstein-Wertheim-Rosenbergu 28. 9. 1873 Kleinheubach – 27. 6. 1936 Vídeň | | C. k. generálmajor, rytíř Řádu železné koruny 2. třídy s válečnou dekorací (1917), komtur Leopoldova řádu s válečnou dekorací, majitel statku v Gusterheim ve Štýrsku. Narodily se mu následující děti: - 1. Josef III. (1900–1979; č. 10) - 2. Sophie (1901–1915; pohřbena ve Schwarzenberské hrobce v Domaníně) - 3. Marie (1901–1935; pohřbena ve Schwarzenberské hrobce v Domaníně) - 4. Jindřich I. (Heinrich; 1903–1965; č. 6) Manželka byla pohřbena ve Schwarzenberské hrobce v Domaníně. |
| 3.     | 18.       | Adolf Schwarzenberg                        | 18. 8. 1890 Hluboká nad Vltavou           | Jan Nepomuk II. ze Schwarzenbergu 29. 5. 1860 Vídeň – 1. 10. 1938 Vídeň                       | 29. 10. 1930 zámek Berg, Lucembursko: Hilda Lucemburská (č. 9)                                                     | Byl pohřben provizorně 2. 3. 1950 v Bordigheře a později převezen do hrobky v Murau. Slavnostní requiem se konalo 4. 3. ve farním kostele sv. Karla Boromejského ve Vídni a zádušní mše se sloužily ve všech patronátních kostelech. | 10. kníže ze Schwarzenbergu, 15. krumlovský vévoda (1938–1950), JUDr., československý nadporučík v záloze. Majitel českých statků (spravoval od roku 1923) a Murau ve Štýrsku. V roce 1940 adoptoval bratrance Jindřicha (č. 6). Bezdětný. |
| 3.     | 18.       | Adolf Schwarzenberg                        | 27. 2. 1950 Bordighera                    | Therese z Trauttmansdorff-Weinsbergu (č. 1)                                                   | 29. 10. 1930 zámek Berg, Lucembursko: Hilda Lucemburská (č. 9)                                                     | Byl pohřben provizorně 2. 3. 1950 v Bordigheře a později převezen do hrobky v Murau. Slavnostní requiem se konalo 4. 3. ve farním kostele sv. Karla Boromejského ve Vídni a zádušní mše se sloužily ve všech patronátních kostelech. | 10. kníže ze Schwarzenbergu, 15. krumlovský vévoda (1938–1950), JUDr., československý nadporučík v záloze. Majitel českých statků (spravoval od roku 1923) a Murau ve Štýrsku. V roce 1940 adoptoval bratrance Jindřicha (č. 6). Bezdětný. |
| 4.     | 17.       | Jiří (Georg) Schwarzenberg                 | 27. 7. 1870 Libějovice                    | Adolf Josef ze Schwarzenbergu 18. 3. 1832 Vídeň – 5. 10. 1914 Libějovice                      | | | C. k. podplukovník v záloze, diplomat. |
| 4.     | 17.       | Jiří (Georg) Schwarzenberg                 | 20. 5. 1952 Marienhof                     | Ida z Liechtensteinu 17. 9. 1839 Lednice – 4. 8. 1921 Libějovice                              | | | C. k. podplukovník v záloze, diplomat. |
| 5.     | 18.       | Anna Schwarzenbergová                      | 23. 9. 1897 Hluboká nad Vltavou           | Jan Nepomuk II. ze Schwarzenbergu 29. 5. 1860 Vídeň – 1. 10. 1938 Vídeň                       | | | Vrchní sestra dětské nemocnice ve Štýrském Hradci, prezidentka mezinárodní asociace zdravotních sester (1939–1945). |
| 5.     | 18.       | Anna Schwarzenbergová                      | 11. 1. 1954 Authal bei Zeltweg, Štýrsko   | Therese z Trauttmansdorff-Weinsbergu (č. 1)                                                   | | | Vrchní sestra dětské nemocnice ve Štýrském Hradci, prezidentka mezinárodní asociace zdravotních sester (1939–1945). |
| 6.     | 18.       | Jindřich (Heinrich) Schwarzenberg          | 29. 1. 1903 Prešpurk (Bratislava)         | Felix Schwarzenberg (č. 2)                                                                    | 30. 11. 1946 Kirchdorf: Eleonore zu Stolberg-Stolberg (č. 15)                                                      | | 16. krumlovský vévoda (1950–1965), JUDr., státní úředník, čestný rytíř Maltézského řádu. Adoptován knížetem Adolfem 7. 8. 1940. V roce 1960 adoptoval Karla Schwarzenberga (1937–2023) z orlické větve. |
| 6.     | 18.       | Jindřich (Heinrich) Schwarzenberg          | 18. 6. 1965 Vídeň                         | Marie Anna z Löwenstein-Wertheim-Rosenbergu 28. 9. 1873 Kleinheubach – 27. 6. 1936 Vídeň      | 30. 11. 1946 Kirchdorf: Eleonore zu Stolberg-Stolberg (č. 15)                                                      | | 16. krumlovský vévoda (1950–1965), JUDr., státní úředník, čestný rytíř Maltézského řádu. Adoptován knížetem Adolfem 7. 8. 1940. V roce 1960 adoptoval Karla Schwarzenberga (1937–2023) z orlické větve. |
| 7.     | 18.       | Johannes Schwarzenberg                     | 31. 1. 1903 Praha                         | Karel IV. ze Schwarzenbergu 1. 7. 1859 Čimelice – 4. 10. 1913 Orlík nad Vltavou               | 1. 9. 1931 Wespelaer, Belgie: Kathleen de Spoelberch (č. 8)                                                        | | JUDr., rakouský diplomat, čestný rytíř Maltézského řádu. Zemřel při automobilové nehodě. |
| 7.     | 18.       | Johannes Schwarzenberg                     | 26. 5. 1978 Citta della Pieve, Perugia    | Ida z Hoyos-Sprinzensteinu 31. 8. 1870 Horn – 27. 1. 1946 Vídeň                               | 1. 9. 1931 Wespelaer, Belgie: Kathleen de Spoelberch (č. 8)                                                        | | JUDr., rakouský diplomat, čestný rytíř Maltézského řádu. Zemřel při automobilové nehodě. |
| 8.     | (18.)     | Kathleen, roz. de Spoelberch               | 19. 5. 1905 Brusel                        | Guillaume de Spoelberch                                                                       | 1. 9. 1931 Wespelaer, Belgie: Johannes Schwarzenberg (č. 7)                                                        | | Zemřela při automobilové nehodě. Narodily se jí následující děti: - 1. Karl Erkinger (* 1933) - 2. Colienne, provd. von Meran (* 1937) |
| 8.     | (18.)     | Kathleen, roz. de Spoelberch               | 26. 5. 1978 Citta della Pieve, Perugia    | Colienne de Neufforge                                                                         | 1. 9. 1931 Wespelaer, Belgie: Johannes Schwarzenberg (č. 7)                                                        | | Zemřela při automobilové nehodě. Narodily se jí následující děti: - 1. Karl Erkinger (* 1933) - 2. Colienne, provd. von Meran (* 1937) |
| 9.     | (18.)     | Hilda Lucemburská z rodu Nasavských        | 15. únor 1897 zámek Berg                  | Vilém IV. Lucemburský 22. 4. 1852 Biebrich – 25. 2. 1912 zámek Berg, Lucembursko              | 29. 10. 1930 zámek Berg, Lucembursko: Adolf Schwarzenberg (č. 3)                                                   | | Kněžna ze Schwarzenbergu (1938–1950). Bezdětná. |
| 9.     | (18.)     | Hilda Lucemburská z rodu Nasavských        | 8. 9. 1979 zámek Berg                     | Marie Anna Portugalská z roduBraganza 13. 7. 1861 zámek Bronnbach – 31. 7. 1942 New York City | 29. 10. 1930 zámek Berg, Lucembursko: Adolf Schwarzenberg (č. 3)                                                   | | Kněžna ze Schwarzenbergu (1938–1950). Bezdětná. |
| 10.    | 18.       | Josef III. Schwarzenberg                   | 3. 1. 1900 Prešpurk (Bratislava)          | Felix Schwarzenberg (č. 2)                                                                    | | | 11. kníže ze Schwarzenbergu (1950–1979), Ing., rytíř Řádu zlatého rouna (1951), čestný bailli a držitel velkokříže Maltézského řádu. Jeho titul zdědil Karel VII. Schwarzenberg z orlické větve. |
| 10.    | 18.       | Josef III. Schwarzenberg                   | 25. 10. 1979 Vídeň                        | Marie Anna z Löwenstein-Wertheim-Rosenbergu 28. 9. 1873 Kleinheubach – 27. 6. 1936 Vídeň      | | | 11. kníže ze Schwarzenbergu (1950–1979), Ing., rytíř Řádu zlatého rouna (1951), čestný bailli a držitel velkokříže Maltézského řádu. Jeho titul zdědil Karel VII. Schwarzenberg z orlické větve. |
| 11.    | 18.       | Eleonore Schwarzenbergová                  | 1. 4. 1904 Vídeň                          | Felix Schwarzenberg (č. 2)                                                                    | | | |
| 11.    | 18.       | Eleonore Schwarzenbergová                  | 15. 7. 1984 Vídeň                         | Marie Anna z Löwenstein-Wertheim-Rosenbergu 28. 9. 1873 Kleinheubach – 27. 6. 1936 Vídeň      | | | |
| 12.    | 19.       | Karel VI. Schwarzenberg                    | 5. 7. 1911 Čimelice                       | Karel V. ze Schwarzenbergu 26. 2. 1886 Praha – 6. 9. 1914 Vukovar                             | 30. 6. 1934 Praha: Antonie Leontina Fürstenbergová (č. 13)                                                         | Původně pohřben ve Schwarzenberské hrobce v Murau, později ostatky převezeny do Schwarzenberské hrobky v Orlíku nad Vltavou. | Kníže a 7. hlava sekundogenitury (1914–1986), PhDr., heraldik, podporučík v záloze, rytíř Řádu zlatého rouna (1960), obedienční bailli a velkokříž Maltézského řádu, velkopřevor Českého velkopřevorství řádu sv. Lazara (1937–1986), komtur bavorského řádu sv. Jiří, majitel majorátu Orlík. |
| 12.    | 19.       | Karel VI. Schwarzenberg                    | 9. 4. 1986 Vídeň                          | Eleonora Clam-Gallasová 4. 11. 1887 Frýdlant v Čechách – 31. 5. 1967 Vídeň                    | 30. 6. 1934 Praha: Antonie Leontina Fürstenbergová (č. 13)                                                         | Původně pohřben ve Schwarzenberské hrobce v Murau, později ostatky převezeny do Schwarzenberské hrobky v Orlíku nad Vltavou. | Kníže a 7. hlava sekundogenitury (1914–1986), PhDr., heraldik, podporučík v záloze, rytíř Řádu zlatého rouna (1960), obedienční bailli a velkokříž Maltézského řádu, velkopřevor Českého velkopřevorství řádu sv. Lazara (1937–1986), komtur bavorského řádu sv. Jiří, majitel majorátu Orlík. |
| 13.    | (19.)     | Antonie Leontina, roz. Fürstenbergová      | 12. 1. 1905 Brusel                        | Karel Emil z Fürstenbergu 16. 2. 1867 Praha – 21. 2. 1945 Strobl                              | 30. 6. 1934 Praha: Karel VI. Schwarzenberg (č. 12)                                                                 | Původně pohřbena ve Schwarzenberské hrobce v Murau, později ostatky převezeny do Schwarzenberské hrobky v Orlíku nad Vltavou. | Kněžna ze Schwarzenbergu orlické linie (1934–1986), dáma Řádu hvězdového kříže, dáma Maltézského řádu. Narodily se jí následující děti: - 1. Maria Eleonore, provd. von Bredow (* 1936) - 2. Karel (VII./I.) (1937–2023; pohřben ve Schwarzenberské hrobce v Orlíku nad Vltavou) - 3. Bedřich (1940–2014; pohřben ve Schwarzenberské hrobce v Orlíku nad Vltavou) - 4. Anna Maria, provd. von Haxthausen (* 1946) |
| 13.    | (19.)     | Antonie Leontina, roz. Fürstenbergová      | 24. 12. 1988 Vídeň                        | Maria Festetics de Tolna 24. 5. 1881 Baden-Baden – 2. 3. 1953 Strobl                          | 30. 6. 1934 Praha: Karel VI. Schwarzenberg (č. 12)                                                                 | Původně pohřbena ve Schwarzenberské hrobce v Murau, později ostatky převezeny do Schwarzenberské hrobky v Orlíku nad Vltavou. | Kněžna ze Schwarzenbergu orlické linie (1934–1986), dáma Řádu hvězdového kříže, dáma Maltézského řádu. Narodily se jí následující děti: - 1. Maria Eleonore, provd. von Bredow (* 1936) - 2. Karel (VII./I.) (1937–2023; pohřben ve Schwarzenberské hrobce v Orlíku nad Vltavou) - 3. Bedřich (1940–2014; pohřben ve Schwarzenberské hrobce v Orlíku nad Vltavou) - 4. Anna Maria, provd. von Haxthausen (* 1946) |
| 14.    | 19.       | František Schwarzenberg                    | 24. 3. 1913 Praha                         | Karel V. ze Schwarzenbergu 26. 2. 1886 Praha – 6. 9. 1914 Vukovar                             | 23. 5. 1944 Dolní Beřkovice: Amálie Lobkowiczová 25. 1. 1921 Dolní Beřkovice – 3. 4. 2013 Vídeň                    | Pohřben ve Schwarzenberské hrobce v Murau, kde nad hrobem promluvil biskup Jaroslav Škarvada, později ostatky převezeny do Schwarzenberské hrobky v Orlíku nad Vltavou.                                                              | JUDr., profesor politických věd na Loyolově univerzitě v Chicagu, držitel velkokříže Maltézského řádu, nositel Řádu Tomáše Garrigua Masaryka II. třídy, majitel statku Nalžovice. Mladší bratr Karla VI. (č. 12). Manželka byla pohřbena ve Schwarzenberské hrobce v Orlíku nad Vltavou. |
| 14.    | 19.       | František Schwarzenberg                    | 9. 3. 1992 Unzmarkt                       | Eleonora Clam-Gallasová 4. 11. 1887 Frýdlant v Čechách – 31. 5. 1967 Vídeň                    | 23. 5. 1944 Dolní Beřkovice: Amálie Lobkowiczová 25. 1. 1921 Dolní Beřkovice – 3. 4. 2013 Vídeň                    | Pohřben ve Schwarzenberské hrobce v Murau, kde nad hrobem promluvil biskup Jaroslav Škarvada, později ostatky převezeny do Schwarzenberské hrobky v Orlíku nad Vltavou.                                                              | JUDr., profesor politických věd na Loyolově univerzitě v Chicagu, držitel velkokříže Maltézského řádu, nositel Řádu Tomáše Garrigua Masaryka II. třídy, majitel statku Nalžovice. Mladší bratr Karla VI. (č. 12). Manželka byla pohřbena ve Schwarzenberské hrobce v Orlíku nad Vltavou. |
| 15.    | 18.       | Eleonore, roz. zu Stolberg-Stolberg        | 8. 8. 1920 Micheldorf                     | Georg Stolberg-Stolberg 25. 2. 1883 Westheim – 25. 2. 1965 Gusterheim                         | 30. 11. 1946 Kirchdorf: Jindřich (Heinrich) Schwarzenberg (č. 6)                                                   | | Krumlovská vévodkyně (1950–1965), dáma Řádu hvězdového kříže. Narodila se jí následující dcera: - Elisabeth (Alžběta) (* 1. 10. 1947 Vídeň) ⚭ (16. 5. 1970 Pöls, Gusterheim) Rüdiger von Pezold (* 11. 7. 1941 Würzburg) |
| 15.    | 18.       | Eleonore, roz. zu Stolberg-Stolberg        | 27. 12. 1994 Pöls                         | Regina Reuss zu Köstritz 4. 4. 1886 – 31. 1. 1980 Katsch an der Mur, Štýrsko                  | 30. 11. 1946 Kirchdorf: Jindřich (Heinrich) Schwarzenberg (č. 6)                                                   | | Krumlovská vévodkyně (1950–1965), dáma Řádu hvězdového kříže. Narodila se jí následující dcera: - Elisabeth (Alžběta) (* 1. 10. 1947 Vídeň) ⚭ (16. 5. 1970 Pöls, Gusterheim) Rüdiger von Pezold (* 11. 7. 1941 Würzburg) |

#### Nápisy na náhrobních deskách
Náhrobní desky se objevily v pořadu České televize Zle, matičko, zle, Schwarzenberci zde!. Nápisy nemusí být kompletní, později mohli přibýt další zemřelí. 
| vpravo | zcela vpravo |
| --- | --- |
| THERESE FÜRSTIN ZU SCHWARZENBERG GEB. GRÄFIN VON TRAUTTMANSDORFF- WEINSBERG / GEB. 9. II. 1870 / GEST. 12 VIII. 1945 + FELIX PRINZ ZU SCHWARZENBERG GEB. 8. VI. 1867 / GEST. 18. XI. 1946 + ADOLF FÜRST ZU SCHWARZENBERG GEB. 18. VIII. 1890 / GEST. 27. II. 1950 + GEORG PRINZ ZU SCHWARZENBERG GEB. 27. VII. 1870 / GEST. 20. V. 1952 + ANNA PRINZESSIN ZU SCHWARZENBERG GEB. 23. IX. 1897 / GEST. 11. I. 1954 + HEINRICH PRINZ ZU SCHWARZENBERG GEB. 29. I. 1903 / GEST. 18. VI. 1965 + HILDA PRINZESSIN ZU SCHWARZENBERG PRINZESSIN VON LUXEMBURG UND NASSAU / GEB. 15. II. 1897 / GEST. 8. IX. 1979 + | JOHANNES PRINZ ZU SCHWARZENBERG GEB. 31. I. 1903 / GEST. 26. V. 1978 + KATHLEEN PRINZESSIN ZU SCHWARZENBERG GEB. VICOMTESSE VON SPOELBERCH GEB. 19. V. 1905 / GEST. 26. V. 1978 + JOSEPH FÜRST ZU SCHWARZENBERG GEB. 3. I. 1900 / GEST. 25. X. 1979 + ELEONORE PRINZESSIN ZU SCHWARZENBERG GEB. 1. IV. 1904 / GEST. 15. VII. 1984 + KARL FÜRST ZU SCHWARZENBERG GEB. 5. VII. 1911 / GEST. 9. IV. 1986 + ANTONIE FÜRSTIN ZU SCHWARZENBERG PRINZESSIN ZU FÜRSTENBERG GEB. 12. I. 1905 / GEST. 24. XII. 1988 + |

### Pohřbení v kostele Nejsvětější Trojice
Ve schwarzenberské hrobce pod Loretánskou kaplí bývalého kapucínského kostela byli pohřbeni další čtyři příslušníci rodu Schwarzenbergů.
| Pořadí | Gene-race | Jméno pohřbeného                                       | Datum a místo narození                   | Otec                                                                              | Datum a místo sňatku, choť                                                                              | Pohřeb a uložení do hrobky | Poznámky |
| Pořadí | Gene-race | Jméno pohřbeného                                       | Datum a místo úmrtí                      | Matka                                                                             | Datum a místo sňatku, choť                                                                              | Pohřeb a uložení do hrobky | Poznámky |
| ------ | --------- | ------------------------------------------------------ | ---------------------------------------- | --------------------------------------------------------------------------------- | --- | --- | --- |
| x623.  | (7.)      | Anna Neumannová z Wasserleonburgu                      | 25. 11. 1535 Villach                     | Vilém Neumann z Wasserleonburgu † 1536                                            | 8. 10. 1557: Jan Jakub z Thannhausenu † 23. 9. 1560                                                     | Jako protestantce jí nebylo umožněno být pohřbena ve farním kostele, proto byla 29. 1. 1624 pochována u severní zdi protestantského kostela (původně špitálního kostela sv. Alžběty) v Murau. V roce 1873 byla její hrobka a ostatky přesunuty do kapucínského kostela. | V roce 1574 koupila od Liechtensteinů panství Murau. Protestantka (stejně jako její třetí a čtvrtý manžel). Zemřela ve věku 88 let. V prvním manželství se narodily dvě dcery, které však zemřely mladé: - 1. Alžběta, provd. Kollnitzová a poté Auerspergová († po 1598) - 2. Barbora († 1578) Poslední dvě manželství byla uzavřena místo adopce. V době jejího posledního sňatku jí bylo 82 let a Jiřímu Ludvíkovi ze Schwarzenbergu 31 let. První manžel byl pochován v dominikánském kostele ve Friesachu, druhý ve farním kostele v Murau. Epitaf třetího manžela se nachází v na severní straně kaple sv. Josefa v městském kostele sv. Egidia v Klagenfurtu. Přestože byl čtvrtý manžel protestant, podařilo se Anně prosadit, aby byl pochován v Liechtensteinské hrobce ve farním kostele v Murau. |
| x623.  | (7.)      | Anna Neumannová z Wasserleonburgu                      | 25. 11. 1535 Villach                     | Vilém Neumann z Wasserleonburgu † 1536                                            | 1565 (smlouva)/1566: Kryštof II. z Liechtensteinu † březen 1580                                         | Jako protestantce jí nebylo umožněno být pohřbena ve farním kostele, proto byla 29. 1. 1624 pochována u severní zdi protestantského kostela (původně špitálního kostela sv. Alžběty) v Murau. V roce 1873 byla její hrobka a ostatky přesunuty do kapucínského kostela. | V roce 1574 koupila od Liechtensteinů panství Murau. Protestantka (stejně jako její třetí a čtvrtý manžel). Zemřela ve věku 88 let. V prvním manželství se narodily dvě dcery, které však zemřely mladé: - 1. Alžběta, provd. Kollnitzová a poté Auerspergová († po 1598) - 2. Barbora († 1578) Poslední dvě manželství byla uzavřena místo adopce. V době jejího posledního sňatku jí bylo 82 let a Jiřímu Ludvíkovi ze Schwarzenbergu 31 let. První manžel byl pochován v dominikánském kostele ve Friesachu, druhý ve farním kostele v Murau. Epitaf třetího manžela se nachází v na severní straně kaple sv. Josefa v městském kostele sv. Egidia v Klagenfurtu. Přestože byl čtvrtý manžel protestant, podařilo se Anně prosadit, aby byl pochován v Liechtensteinské hrobce ve farním kostele v Murau. |
| x623.  | (7.)      | Anna Neumannová z Wasserleonburgu                      | 25. 11. 1535 Villach                     | Vilém Neumann z Wasserleonburgu † 1536                                            | 8. 10. 1581 (smlouva) / 28. 1. 1582 (listina): Ludvík Ungnad z Weissenwolfu † 1584 nebo 1585 Klagenfurt | Jako protestantce jí nebylo umožněno být pohřbena ve farním kostele, proto byla 29. 1. 1624 pochována u severní zdi protestantského kostela (původně špitálního kostela sv. Alžběty) v Murau. V roce 1873 byla její hrobka a ostatky přesunuty do kapucínského kostela. | V roce 1574 koupila od Liechtensteinů panství Murau. Protestantka (stejně jako její třetí a čtvrtý manžel). Zemřela ve věku 88 let. V prvním manželství se narodily dvě dcery, které však zemřely mladé: - 1. Alžběta, provd. Kollnitzová a poté Auerspergová († po 1598) - 2. Barbora († 1578) Poslední dvě manželství byla uzavřena místo adopce. V době jejího posledního sňatku jí bylo 82 let a Jiřímu Ludvíkovi ze Schwarzenbergu 31 let. První manžel byl pochován v dominikánském kostele ve Friesachu, druhý ve farním kostele v Murau. Epitaf třetího manžela se nachází v na severní straně kaple sv. Josefa v městském kostele sv. Egidia v Klagenfurtu. Přestože byl čtvrtý manžel protestant, podařilo se Anně prosadit, aby byl pochován v Liechtensteinské hrobce ve farním kostele v Murau. |
| x623.  | (7.)      | Anna Neumannová z Wasserleonburgu                      | 18. 12. 1623                             | Barbora Rumpfová z Wullroßu † 1572                                                | 1586: Karel z Teuffenbach † 1610                                                                        | Jako protestantce jí nebylo umožněno být pohřbena ve farním kostele, proto byla 29. 1. 1624 pochována u severní zdi protestantského kostela (původně špitálního kostela sv. Alžběty) v Murau. V roce 1873 byla její hrobka a ostatky přesunuty do kapucínského kostela. | V roce 1574 koupila od Liechtensteinů panství Murau. Protestantka (stejně jako její třetí a čtvrtý manžel). Zemřela ve věku 88 let. V prvním manželství se narodily dvě dcery, které však zemřely mladé: - 1. Alžběta, provd. Kollnitzová a poté Auerspergová († po 1598) - 2. Barbora († 1578) Poslední dvě manželství byla uzavřena místo adopce. V době jejího posledního sňatku jí bylo 82 let a Jiřímu Ludvíkovi ze Schwarzenbergu 31 let. První manžel byl pochován v dominikánském kostele ve Friesachu, druhý ve farním kostele v Murau. Epitaf třetího manžela se nachází v na severní straně kaple sv. Josefa v městském kostele sv. Egidia v Klagenfurtu. Přestože byl čtvrtý manžel protestant, podařilo se Anně prosadit, aby byl pochován v Liechtensteinské hrobce ve farním kostele v Murau. |
| x623.  | (7.)      | Anna Neumannová z Wasserleonburgu                      | 18. 12. 1623                             | Barbora Rumpfová z Wullroßu † 1572                                                | 1611: Ferdinand ze Salamanca-Ortenburgu † 1616                                                          | Jako protestantce jí nebylo umožněno být pohřbena ve farním kostele, proto byla 29. 1. 1624 pochována u severní zdi protestantského kostela (původně špitálního kostela sv. Alžběty) v Murau. V roce 1873 byla její hrobka a ostatky přesunuty do kapucínského kostela. | V roce 1574 koupila od Liechtensteinů panství Murau. Protestantka (stejně jako její třetí a čtvrtý manžel). Zemřela ve věku 88 let. V prvním manželství se narodily dvě dcery, které však zemřely mladé: - 1. Alžběta, provd. Kollnitzová a poté Auerspergová († po 1598) - 2. Barbora († 1578) Poslední dvě manželství byla uzavřena místo adopce. V době jejího posledního sňatku jí bylo 82 let a Jiřímu Ludvíkovi ze Schwarzenbergu 31 let. První manžel byl pochován v dominikánském kostele ve Friesachu, druhý ve farním kostele v Murau. Epitaf třetího manžela se nachází v na severní straně kaple sv. Josefa v městském kostele sv. Egidia v Klagenfurtu. Přestože byl čtvrtý manžel protestant, podařilo se Anně prosadit, aby byl pochován v Liechtensteinské hrobce ve farním kostele v Murau. |
| x623.  | (7.)      | Anna Neumannová z Wasserleonburgu                      | 18. 12. 1623                             | Barbora Rumpfová z Wullroßu † 1572                                                | 25. 7. 1617 zámek Murau: Jiří Ludvík ze Schwarzenbergu (č. x646)                                        | Jako protestantce jí nebylo umožněno být pohřbena ve farním kostele, proto byla 29. 1. 1624 pochována u severní zdi protestantského kostela (původně špitálního kostela sv. Alžběty) v Murau. V roce 1873 byla její hrobka a ostatky přesunuty do kapucínského kostela. | V roce 1574 koupila od Liechtensteinů panství Murau. Protestantka (stejně jako její třetí a čtvrtý manžel). Zemřela ve věku 88 let. V prvním manželství se narodily dvě dcery, které však zemřely mladé: - 1. Alžběta, provd. Kollnitzová a poté Auerspergová († po 1598) - 2. Barbora († 1578) Poslední dvě manželství byla uzavřena místo adopce. V době jejího posledního sňatku jí bylo 82 let a Jiřímu Ludvíkovi ze Schwarzenbergu 31 let. První manžel byl pochován v dominikánském kostele ve Friesachu, druhý ve farním kostele v Murau. Epitaf třetího manžela se nachází v na severní straně kaple sv. Josefa v městském kostele sv. Egidia v Klagenfurtu. Přestože byl čtvrtý manžel protestant, podařilo se Anně prosadit, aby byl pochován v Liechtensteinské hrobce ve farním kostele v Murau. |
| x646.  | 7.        | Jiří Ludvík ze Schwarzenbergu z hohenlandsberské linie | 24. 12. 1586 Straubing                   | Kryštof II. ze Schwarzenbergu z hohenlandsberské linie 7. 9. 1550 – 6. 7. 1596    | 25. 7. 1617 zámek Murau: Anna Neumannová z Wasserleonburgu (č. x623)                                    | | Jeho manželka na něj 20. října 1617 přepsala hrad a panství Murau. |
| x646.  | 7.        | Jiří Ludvík ze Schwarzenbergu z hohenlandsberské linie | 21. 7. 1646 Murau[zdroj?] nebo Freudenau | Anna Kärglová z Fürthu 1553–1622                                                  | 1624: Marie Alžběta ze Sulz-Klettgau (č. x651)                                                          | | Jeho manželka na něj 20. října 1617 přepsala hrad a panství Murau. |
| x647.  | 10.       | Jan Leopold Filip ze Schwarzenbergu                    | 26. 1. 1647 Murau                        | Jan Adolf I. ze Schwarzenbergu 20. 9. 1615 Wermelskirchen – 26. 5. 1683 Laxenburg | | | |
| x647.  | 10.       | Jan Leopold Filip ze Schwarzenbergu                    | 23. 8. 1647 Murau                        | Marie Justina ze Starhembergu 1618 Eferding – 31. 1. 1681 Třeboň                  | | | |
| x651.  | (7.)      | Marie Alžběta ze Sulz-Klettgau                         | asi 1587                                 |                                                                                   | 1624: Jiří Ludvík ze Schwarzenbergu (č. x646)                                                           | | Narodily se jí dvě děti: - 1. Ludvík Erkinger (1626–1629) - 2. František Erkinger (1630–1633) |
| x651.  | (7.)      | Marie Alžběta ze Sulz-Klettgau                         | 12. 12. 1651                             |                                                                                   | 1624: Jiří Ludvík ze Schwarzenbergu (č. x646)                                                           | | Narodily se jí dvě děti: - 1. Ludvík Erkinger (1626–1629) - 2. František Erkinger (1630–1633) |

#### Nápisy v kostele
Hrobka Anny Neumannové z Wasserleonburgu z různě barevného mramoru s pozlaceným nápisem byla zhotovena v roce 1624 klagenfurtským sochařem Philibertem Pacobellem. Zdobí ji erby Neumannů a šesti Anniných manželů. V roce 1859 byl hrob  z rozpadajícího se kostela vybourán a v roce 1873 převezen ke vchodu do Loretánské kaple kapucínského kostela.
V textu na náhrobku Anny je několik ligatur (spojených dvouznaků).
| vpravo od vchodu | vlevo od vchodu |
| --- | --- |
| ANNA COMITISSA A SCHWARZENPERG GENERE NAΙΜΑΝΙΝ AD WASSERLEONBVRG. NATA A[NN]O 1535 DIE 25 NOVEM: CVM VIXISSET ANNOS 88. DIES 23 SEXQ ILLVSTRIBVS ET GENEROSIS DOMINIS NVPSISSET: VT DOMINO IOANNI IACOBO A THAN „HAVSEN A[NN]O [1]557 DOMINO CHRISTOPHORO A LICTEN „STEIN A[NN]O [1]566 DOMINO LVDOVICO VNGNADEN A[NN]O [1]582 DOMINO CAROLO A TEVFFENPACH A[NN]O [1]536 ILLVS „TRI COMITI FERDINANDO AB ORTENBVRG A[NN]O 1611 ILLVSTRI COMITI A SCHWARCENPERG GEORGIO LVDOVICO A[NN]O [1]617 MORTVA EST A[NN]O [1]623 DIE 18. DECEMB: HICQ SEPVLTA IACET. REQVIESCAT IN PACE. | IN CRYPTA HUIUS ECCLESIAE EX ILLUSTRI FAMILIA COMITUM IN SCHWARZENBERG SEPULTI SUNT: GEORGIUS LUCOVICUS, FUNDATOR HUIUS MONASTERII. († 16 22/7 46), UXOR EIUS SECUNDA MARIA ELISABETHA ORIUNDA AB ILLUSTRI FAMILIA COMITUM IN SULZ († 16 12/12 51), ET JOHANNES LEOPOLDUS PHILIPPUS, FILIUS JOHANNI ADOLPHI. († 16 13/8 47). R. I. P. |

### Příbuzenské vztahy pohřbených
Následující schémata znázorňují příbuzenské vztahy. Červeně orámovaní byli pohřbeni v hrobce, arabské číslice odpovídají pořadí úmrtí podle předchozích tabulek. Římské číslice představují pořadí manželky nebo manžela, pokud se některý příslušník oženil nebo příslušnice vdala více než jednou. Tučně jsou vyznačena knížata ze Schwarzenbergu. Vzhledem k účelu schématu se nejedná o kompletní rodokmen. 

#### Primogenitura
Modře je vyznačen Edmund Černov, který zemřel na moři. Zeleně je vyznačena Elisabeth von Pezold, ultima familiae hlubocko-krumlovské primogenitury. Osmnáctá generace je ve dvou řádcích. 
|                                                       |                                                       |                                                       |                                                       |                                                       |                                                       |                                         |                                         |                                                 |                                                 |                                                 |                                                 |                                                 |                                                 |                         |                         | Adolf Josef ze Schwarzenbergu, 8. kníže 1832–1914 | Adolf Josef ze Schwarzenbergu, 8. kníže 1832–1914 | Adolf Josef ze Schwarzenbergu, 8. kníže 1832–1914 | Adolf Josef ze Schwarzenbergu, 8. kníže 1832–1914 | Adolf Josef ze Schwarzenbergu, 8. kníže 1832–1914 | Adolf Josef ze Schwarzenbergu, 8. kníže 1832–1914 |                                    |                                    | Ida z Liechtensteinu 1839–1921            | Ida z Liechtensteinu 1839–1921            | Ida z Liechtensteinu 1839–1921            | Ida z Liechtensteinu 1839–1921            | Ida z Liechtensteinu 1839–1921              | Ida z Liechtensteinu 1839–1921              |                                             |                                             |                                             |                                             |                                             |                                             |                                             |                                             |                                          |                                          |                                          |                                          |                                      |                                      |                                      |                                      |                                    |                                    |                                             |                                             |                                             |                                             |                                             |                                             |                                             |                                             |                                                       |                                                       |                                                       |                                                       |                                                       |                                                       |                                                  |                                                  |                                                  |                                                  |                                        |                                        |                                         |                                         |                                         |                                         |                                           |                                           |                                           |                                           |                                           |                                           |  |  |
|                                                       |                                                       |                                                       |                                                       |                                                       |                                                       |                                         |                                         |                                                 |                                                 |                                                 |                                                 |                                                 |                                                 |                         |                         | Adolf Josef ze Schwarzenbergu, 8. kníže 1832–1914 | Adolf Josef ze Schwarzenbergu, 8. kníže 1832–1914 | Adolf Josef ze Schwarzenbergu, 8. kníže 1832–1914 | Adolf Josef ze Schwarzenbergu, 8. kníže 1832–1914 | Adolf Josef ze Schwarzenbergu, 8. kníže 1832–1914 | Adolf Josef ze Schwarzenbergu, 8. kníže 1832–1914 |                                    |                                    | Ida z Liechtensteinu 1839–1921            | Ida z Liechtensteinu 1839–1921            | Ida z Liechtensteinu 1839–1921            | Ida z Liechtensteinu 1839–1921            | Ida z Liechtensteinu 1839–1921              | Ida z Liechtensteinu 1839–1921              |                                             |                                             |                                             |                                             |                                             |                                             |                                             |                                             |                                          |                                          |                                          |                                          |                                      |                                      |                                      |                                      |                                    |                                    |                                             |                                             |                                             |                                             |                                             |                                             |                                             |                                             |                                                       |                                                       |                                                       |                                                       |                                                       |                                                       |                                                  |                                                  |                                                  |                                                  |                                        |                                        |                                         |                                         |                                         |                                         |                                           |                                           |                                           |                                           |                                           |                                           |  |  |
|                                                       |                                                       |                                                       |                                                       |                                                       |                                                       |                                         |                                         |                                                 |                                                 |                                                 |                                                 |                                                 |                                                 |                         |                         |                                                   |                                                   |                                                   |                                                   |                                                   |                                                   |                                    |                                    |                                           |                                           |                                           |                                           |                                             |                                             |                                             |                                             |                                             |                                             |                                             |                                             |                                             |                                             |                                          |                                          |                                          |                                          |                                      |                                      |                                      |                                      |                                    |                                    |                                             |                                             |                                             |                                             |                                             |                                             |                                             |                                             |                                                       |                                                       |                                                       |                                                       |                                                       |                                                       |                                                  |                                                  |                                                  |                                                  |                                        |                                        |                                         |                                         |                                         |                                         |                                           |                                           |                                           |                                           |                                           |                                           |  |  |
|                                                       |                                                       |                                                       |                                                       |                                                       |                                                       |                                         |                                         |                                                 |                                                 |                                                 |                                                 |                                                 |                                                 |                         |                         |                                                   |                                                   |                                                   |                                                   |                                                   |                                                   |                                    |                                    |                                           |                                           |                                           |                                           |                                             |                                             |                                             |                                             |                                             |                                             |                                             |                                             |                                             |                                             |                                          |                                          |                                          |                                          |                                      |                                      |                                      |                                      |                                    |                                    |                                             |                                             |                                             |                                             |                                             |                                             |                                             |                                             |                                                       |                                                       |                                                       |                                                       |                                                       |                                                       |                                                  |                                                  |                                                  |                                                  |                                        |                                        |                                         |                                         |                                         |                                         |                                           |                                           |                                           |                                           |                                           |                                           |  |  |
| Jan II. Nepomuk ze Schwarzenbergu, 9. kníže 1860–1938 | Jan II. Nepomuk ze Schwarzenbergu, 9. kníže 1860–1938 | Jan II. Nepomuk ze Schwarzenbergu, 9. kníže 1860–1938 | Jan II. Nepomuk ze Schwarzenbergu, 9. kníže 1860–1938 | Jan II. Nepomuk ze Schwarzenbergu, 9. kníže 1860–1938 | Jan II. Nepomuk ze Schwarzenbergu, 9. kníže 1860–1938 |                                         |                                         | 1. Therese Trauttmansdorff-Weinsbergu 1870–1945 | 1. Therese Trauttmansdorff-Weinsbergu 1870–1945 | 1. Therese Trauttmansdorff-Weinsbergu 1870–1945 | 1. Therese Trauttmansdorff-Weinsbergu 1870–1945 | 1. Therese Trauttmansdorff-Weinsbergu 1870–1945 | 1. Therese Trauttmansdorff-Weinsbergu 1870–1945 |                         |                         | Alois ze Schwarzenbergu 1863–1937                 | Alois ze Schwarzenbergu 1863–1937                 | Alois ze Schwarzenbergu 1863–1937                 | Alois ze Schwarzenbergu 1863–1937                 | Alois ze Schwarzenbergu 1863–1937                 | Alois ze Schwarzenbergu 1863–1937                 |                                    |                                    | Marie Aloisie ze Schwarzenbergu 1865–1943 | Marie Aloisie ze Schwarzenbergu 1865–1943 | Marie Aloisie ze Schwarzenbergu 1865–1943 | Marie Aloisie ze Schwarzenbergu 1865–1943 | Marie Aloisie ze Schwarzenbergu 1865–1943   | Marie Aloisie ze Schwarzenbergu 1865–1943   |                                             |                                             | 4. Georg (Jiří) ze Schwarzenbergu 1870–1952 | 4. Georg (Jiří) ze Schwarzenbergu 1870–1952 | 4. Georg (Jiří) ze Schwarzenbergu 1870–1952 | 4. Georg (Jiří) ze Schwarzenbergu 1870–1952 | 4. Georg (Jiří) ze Schwarzenbergu 1870–1952 | 4. Georg (Jiří) ze Schwarzenbergu 1870–1952 |                                          |                                          | Karel ze Schwarzenbergu 1871–1902        | Karel ze Schwarzenbergu 1871–1902        | Karel ze Schwarzenbergu 1871–1902    | Karel ze Schwarzenbergu 1871–1902    | Karel ze Schwarzenbergu 1871–1902    | Karel ze Schwarzenbergu 1871–1902    |                                    |                                    | 2. Felix ze Schwarzenbergu 1867–1946        | 2. Felix ze Schwarzenbergu 1867–1946        | 2. Felix ze Schwarzenbergu 1867–1946        | 2. Felix ze Schwarzenbergu 1867–1946        | 2. Felix ze Schwarzenbergu 1867–1946        | 2. Felix ze Schwarzenbergu 1867–1946        |                                             |                                             | Marie Anna z Löwenstein-Wertheim-Rosenbergu 1873–1936 | Marie Anna z Löwenstein-Wertheim-Rosenbergu 1873–1936 | Marie Anna z Löwenstein-Wertheim-Rosenbergu 1873–1936 | Marie Anna z Löwenstein-Wertheim-Rosenbergu 1873–1936 | Marie Anna z Löwenstein-Wertheim-Rosenbergu 1873–1936 | Marie Anna z Löwenstein-Wertheim-Rosenbergu 1873–1936 |                                                  |                                                  | Theresia ze Schwarzenbergu 1873–1946             | Theresia ze Schwarzenbergu 1873–1946             | Theresia ze Schwarzenbergu 1873–1946   | Theresia ze Schwarzenbergu 1873–1946   | Theresia ze Schwarzenbergu 1873–1946    | Theresia ze Schwarzenbergu 1873–1946    |                                         |                                         |                                           |                                           |                                           |                                           |                                           |                                           |  |  |
| Jan II. Nepomuk ze Schwarzenbergu, 9. kníže 1860–1938 | Jan II. Nepomuk ze Schwarzenbergu, 9. kníže 1860–1938 | Jan II. Nepomuk ze Schwarzenbergu, 9. kníže 1860–1938 | Jan II. Nepomuk ze Schwarzenbergu, 9. kníže 1860–1938 | Jan II. Nepomuk ze Schwarzenbergu, 9. kníže 1860–1938 | Jan II. Nepomuk ze Schwarzenbergu, 9. kníže 1860–1938 |                                         |                                         | 1. Therese Trauttmansdorff-Weinsbergu 1870–1945 | 1. Therese Trauttmansdorff-Weinsbergu 1870–1945 | 1. Therese Trauttmansdorff-Weinsbergu 1870–1945 | 1. Therese Trauttmansdorff-Weinsbergu 1870–1945 | 1. Therese Trauttmansdorff-Weinsbergu 1870–1945 | 1. Therese Trauttmansdorff-Weinsbergu 1870–1945 |                         |                         | Alois ze Schwarzenbergu 1863–1937                 | Alois ze Schwarzenbergu 1863–1937                 | Alois ze Schwarzenbergu 1863–1937                 | Alois ze Schwarzenbergu 1863–1937                 | Alois ze Schwarzenbergu 1863–1937                 | Alois ze Schwarzenbergu 1863–1937                 |                                    |                                    | Marie Aloisie ze Schwarzenbergu 1865–1943 | Marie Aloisie ze Schwarzenbergu 1865–1943 | Marie Aloisie ze Schwarzenbergu 1865–1943 | Marie Aloisie ze Schwarzenbergu 1865–1943 | Marie Aloisie ze Schwarzenbergu 1865–1943   | Marie Aloisie ze Schwarzenbergu 1865–1943   |                                             |                                             | 4. Georg (Jiří) ze Schwarzenbergu 1870–1952 | 4. Georg (Jiří) ze Schwarzenbergu 1870–1952 | 4. Georg (Jiří) ze Schwarzenbergu 1870–1952 | 4. Georg (Jiří) ze Schwarzenbergu 1870–1952 | 4. Georg (Jiří) ze Schwarzenbergu 1870–1952 | 4. Georg (Jiří) ze Schwarzenbergu 1870–1952 |                                          |                                          | Karel ze Schwarzenbergu 1871–1902        | Karel ze Schwarzenbergu 1871–1902        | Karel ze Schwarzenbergu 1871–1902    | Karel ze Schwarzenbergu 1871–1902    | Karel ze Schwarzenbergu 1871–1902    | Karel ze Schwarzenbergu 1871–1902    |                                    |                                    | 2. Felix ze Schwarzenbergu 1867–1946        | 2. Felix ze Schwarzenbergu 1867–1946        | 2. Felix ze Schwarzenbergu 1867–1946        | 2. Felix ze Schwarzenbergu 1867–1946        | 2. Felix ze Schwarzenbergu 1867–1946        | 2. Felix ze Schwarzenbergu 1867–1946        |                                             |                                             | Marie Anna z Löwenstein-Wertheim-Rosenbergu 1873–1936 | Marie Anna z Löwenstein-Wertheim-Rosenbergu 1873–1936 | Marie Anna z Löwenstein-Wertheim-Rosenbergu 1873–1936 | Marie Anna z Löwenstein-Wertheim-Rosenbergu 1873–1936 | Marie Anna z Löwenstein-Wertheim-Rosenbergu 1873–1936 | Marie Anna z Löwenstein-Wertheim-Rosenbergu 1873–1936 |                                                  |                                                  | Theresia ze Schwarzenbergu 1873–1946             | Theresia ze Schwarzenbergu 1873–1946             | Theresia ze Schwarzenbergu 1873–1946   | Theresia ze Schwarzenbergu 1873–1946   | Theresia ze Schwarzenbergu 1873–1946    | Theresia ze Schwarzenbergu 1873–1946    |                                         |                                         |                                           |                                           |                                           |                                           |                                           |                                           |  |  |
|                                                       |                                                       |                                                       |                                                       |                                                       |                                                       |                                         |                                         |                                                 |                                                 |                                                 |                                                 |                                                 |                                                 |                         |                         |                                                   |                                                   |                                                   |                                                   |                                                   |                                                   |                                    |                                    |                                           |                                           |                                           |                                           |                                             |                                             |                                             |                                             |                                             |                                             |                                             |                                             |                                             |                                             |                                          |                                          |                                          |                                          |                                      |                                      |                                      |                                      |                                    |                                    |                                             |                                             |                                             |                                             |                                             |                                             |                                             |                                             |                                                       |                                                       |                                                       |                                                       |                                                       |                                                       |                                                  |                                                  |                                                  |                                                  |                                        |                                        |                                         |                                         |                                         |                                         |                                           |                                           |                                           |                                           |                                           |                                           |  |  |
|                                                       |                                                       |                                                       |                                                       |                                                       |                                                       |                                         |                                         |                                                 |                                                 |                                                 |                                                 |                                                 |                                                 |                         |                         |                                                   |                                                   |                                                   |                                                   |                                                   |                                                   |                                    |                                    |                                           |                                           |                                           |                                           |                                             |                                             |                                             |                                             |                                             |                                             |                                             |                                             |                                             |                                             |                                          |                                          |                                          |                                          |                                      |                                      |                                      |                                      |                                    |                                    |                                             |                                             |                                             |                                             |                                             |                                             |                                             |                                             |                                                       |                                                       |                                                       |                                                       |                                                       |                                                       |                                                  |                                                  |                                                  |                                                  |                                        |                                        |                                         |                                         |                                         |                                         |                                           |                                           |                                           |                                           |                                           |                                           |  |  |
|                                                       |                                                       |                                                       |                                                       | Karel Felix ze Schwarzenbergu 1892–1919               | Karel Felix ze Schwarzenbergu 1892–1919               | Karel Felix ze Schwarzenbergu 1892–1919 | Karel Felix ze Schwarzenbergu 1892–1919 | Karel Felix ze Schwarzenbergu 1892–1919         | Karel Felix ze Schwarzenbergu 1892–1919         |                                                 |                                                 | Edmund Černov 1897–1932                         | Edmund Černov 1897–1932                         | Edmund Černov 1897–1932 | Edmund Černov 1897–1932 | Edmund Černov 1897–1932                           | Edmund Černov 1897–1932                           |                                                   |                                                   | 5. Anna Schwarzenbergová 1897–1954                | 5. Anna Schwarzenbergová 1897–1954                | 5. Anna Schwarzenbergová 1897–1954 | 5. Anna Schwarzenbergová 1897–1954 | 5. Anna Schwarzenbergová 1897–1954        | 5. Anna Schwarzenbergová 1897–1954        |                                           |                                           | Marie Benedicta ze Schwarzenbergu 1900–1981 | Marie Benedicta ze Schwarzenbergu 1900–1981 | Marie Benedicta ze Schwarzenbergu 1900–1981 | Marie Benedicta ze Schwarzenbergu 1900–1981 | Marie Benedicta ze Schwarzenbergu 1900–1981 | Marie Benedicta ze Schwarzenbergu 1900–1981 |                                             |                                             | Engelbert Ernst Eugen von Croÿ 1891–1974    | Engelbert Ernst Eugen von Croÿ 1891–1974    | Engelbert Ernst Eugen von Croÿ 1891–1974 | Engelbert Ernst Eugen von Croÿ 1891–1974 | Engelbert Ernst Eugen von Croÿ 1891–1974 | Engelbert Ernst Eugen von Croÿ 1891–1974 |                                      |                                      | Therese Schwarzenbergová 1905–1979   | Therese Schwarzenbergová 1905–1979   | Therese Schwarzenbergová 1905–1979 | Therese Schwarzenbergová 1905–1979 | Therese Schwarzenbergová 1905–1979          | Therese Schwarzenbergová 1905–1979          |                                             |                                             | Karl Ludwig von und zu Guttenberg 1902–1945 | Karl Ludwig von und zu Guttenberg 1902–1945 | Karl Ludwig von und zu Guttenberg 1902–1945 | Karl Ludwig von und zu Guttenberg 1902–1945 | Karl Ludwig von und zu Guttenberg 1902–1945           | Karl Ludwig von und zu Guttenberg 1902–1945           |                                                       |                                                       | 10. Josef III. Schwarzenberg 11. kníže 1900–1979      | 10. Josef III. Schwarzenberg 11. kníže 1900–1979      | 10. Josef III. Schwarzenberg 11. kníže 1900–1979 | 10. Josef III. Schwarzenberg 11. kníže 1900–1979 | 10. Josef III. Schwarzenberg 11. kníže 1900–1979 | 10. Josef III. Schwarzenberg 11. kníže 1900–1979 |                                        |                                        | 11. Eleonora Schwarzenbergová 1904–1984 | 11. Eleonora Schwarzenbergová 1904–1984 | 11. Eleonora Schwarzenbergová 1904–1984 | 11. Eleonora Schwarzenbergová 1904–1984 | 11. Eleonora Schwarzenbergová 1904–1984   | 11. Eleonora Schwarzenbergová 1904–1984   |                                           |                                           |                                           |                                           |  |  |
|                                                       |                                                       |                                                       |                                                       | Karel Felix ze Schwarzenbergu 1892–1919               | Karel Felix ze Schwarzenbergu 1892–1919               | Karel Felix ze Schwarzenbergu 1892–1919 | Karel Felix ze Schwarzenbergu 1892–1919 | Karel Felix ze Schwarzenbergu 1892–1919         | Karel Felix ze Schwarzenbergu 1892–1919         |                                                 |                                                 | Edmund Černov 1897–1932                         | Edmund Černov 1897–1932                         | Edmund Černov 1897–1932 | Edmund Černov 1897–1932 | Edmund Černov 1897–1932                           | Edmund Černov 1897–1932                           |                                                   |                                                   | 5. Anna Schwarzenbergová 1897–1954                | 5. Anna Schwarzenbergová 1897–1954                | 5. Anna Schwarzenbergová 1897–1954 | 5. Anna Schwarzenbergová 1897–1954 | 5. Anna Schwarzenbergová 1897–1954        | 5. Anna Schwarzenbergová 1897–1954        |                                           |                                           | Marie Benedicta ze Schwarzenbergu 1900–1981 | Marie Benedicta ze Schwarzenbergu 1900–1981 | Marie Benedicta ze Schwarzenbergu 1900–1981 | Marie Benedicta ze Schwarzenbergu 1900–1981 | Marie Benedicta ze Schwarzenbergu 1900–1981 | Marie Benedicta ze Schwarzenbergu 1900–1981 |                                             |                                             | Engelbert Ernst Eugen von Croÿ 1891–1974    | Engelbert Ernst Eugen von Croÿ 1891–1974    | Engelbert Ernst Eugen von Croÿ 1891–1974 | Engelbert Ernst Eugen von Croÿ 1891–1974 | Engelbert Ernst Eugen von Croÿ 1891–1974 | Engelbert Ernst Eugen von Croÿ 1891–1974 |                                      |                                      | Therese Schwarzenbergová 1905–1979   | Therese Schwarzenbergová 1905–1979   | Therese Schwarzenbergová 1905–1979 | Therese Schwarzenbergová 1905–1979 | Therese Schwarzenbergová 1905–1979          | Therese Schwarzenbergová 1905–1979          |                                             |                                             | Karl Ludwig von und zu Guttenberg 1902–1945 | Karl Ludwig von und zu Guttenberg 1902–1945 | Karl Ludwig von und zu Guttenberg 1902–1945 | Karl Ludwig von und zu Guttenberg 1902–1945 | Karl Ludwig von und zu Guttenberg 1902–1945           | Karl Ludwig von und zu Guttenberg 1902–1945           |                                                       |                                                       | 10. Josef III. Schwarzenberg 11. kníže 1900–1979      | 10. Josef III. Schwarzenberg 11. kníže 1900–1979      | 10. Josef III. Schwarzenberg 11. kníže 1900–1979 | 10. Josef III. Schwarzenberg 11. kníže 1900–1979 | 10. Josef III. Schwarzenberg 11. kníže 1900–1979 | 10. Josef III. Schwarzenberg 11. kníže 1900–1979 |                                        |                                        | 11. Eleonora Schwarzenbergová 1904–1984 | 11. Eleonora Schwarzenbergová 1904–1984 | 11. Eleonora Schwarzenbergová 1904–1984 | 11. Eleonora Schwarzenbergová 1904–1984 | 11. Eleonora Schwarzenbergová 1904–1984   | 11. Eleonora Schwarzenbergová 1904–1984   |                                           |                                           |                                           |                                           |  |  |
|                                                       |                                                       |                                                       |                                                       |                                                       |                                                       |                                         |                                         |                                                 |                                                 |                                                 |                                                 |                                                 |                                                 |                         |                         |                                                   |                                                   |                                                   |                                                   |                                                   |                                                   |                                    |                                    |                                           |                                           |                                           |                                           |                                             |                                             |                                             |                                             |                                             |                                             |                                             |                                             |                                             |                                             |                                          |                                          |                                          |                                          |                                      |                                      |                                      |                                      |                                    |                                    |                                             |                                             |                                             |                                             |                                             |                                             |                                             |                                             |                                                       |                                                       |                                                       |                                                       |                                                       |                                                       |                                                  |                                                  |                                                  |                                                  |                                        |                                        |                                         |                                         |                                         |                                         |                                           |                                           |                                           |                                           |                                           |                                           |  |  |
|                                                       |                                                       |                                                       |                                                       |                                                       |                                                       |                                         |                                         |                                                 |                                                 |                                                 |                                                 |                                                 |                                                 |                         |                         |                                                   |                                                   |                                                   |                                                   |                                                   |                                                   |                                    |                                    |                                           |                                           |                                           |                                           |                                             |                                             |                                             |                                             |                                             |                                             |                                             |                                             |                                             |                                             |                                          |                                          |                                          |                                          |                                      |                                      |                                      |                                      |                                    |                                    |                                             |                                             |                                             |                                             |                                             |                                             |                                             |                                             |                                                       |                                                       |                                                       |                                                       |                                                       |                                                       |                                                  |                                                  |                                                  |                                                  |                                        |                                        |                                         |                                         |                                         |                                         |                                           |                                           |                                           |                                           |                                           |                                           |  |  |
| 3. Adolf Schwarzenberg, 10. kníže 1890–1950           | 3. Adolf Schwarzenberg, 10. kníže 1890–1950           | 3. Adolf Schwarzenberg, 10. kníže 1890–1950           | 3. Adolf Schwarzenberg, 10. kníže 1890–1950           | 3. Adolf Schwarzenberg, 10. kníže 1890–1950           | 3. Adolf Schwarzenberg, 10. kníže 1890–1950           |                                         |                                         | 9. Hilda Lucemburská 1897–1979                  | 9. Hilda Lucemburská 1897–1979                  | 9. Hilda Lucemburská 1897–1979                  | 9. Hilda Lucemburská 1897–1979                  | 9. Hilda Lucemburská 1897–1979                  | 9. Hilda Lucemburská 1897–1979                  |                         |                         | Ida ze Schwarzenbergu 1894–1974                   | Ida ze Schwarzenbergu 1894–1974                   | Ida ze Schwarzenbergu 1894–1974                   | Ida ze Schwarzenbergu 1894–1974                   | Ida ze Schwarzenbergu 1894–1974                   | Ida ze Schwarzenbergu 1894–1974                   |                                    |                                    | Peter Revertera von Salandra 1893–1966    | Peter Revertera von Salandra 1893–1966    | Peter Revertera von Salandra 1893–1966    | Peter Revertera von Salandra 1893–1966    | Peter Revertera von Salandra 1893–1966      | Peter Revertera von Salandra 1893–1966      |                                             |                                             | Eugen Alfons Czernin z Chudenic 1892–1955   | Eugen Alfons Czernin z Chudenic 1892–1955   | Eugen Alfons Czernin z Chudenic 1892–1955   | Eugen Alfons Czernin z Chudenic 1892–1955   | Eugen Alfons Czernin z Chudenic 1892–1955   | Eugen Alfons Czernin z Chudenic 1892–1955   |                                          |                                          | Josephine Schwarzenbergová 1895–1965     | Josephine Schwarzenbergová 1895–1965     | Josephine Schwarzenbergová 1895–1965 | Josephine Schwarzenbergová 1895–1965 | Josephine Schwarzenbergová 1895–1965 | Josephine Schwarzenbergová 1895–1965 |                                    |                                    | 15. Eleonore zu Stolberg-Stolberg 1920–1994 | 15. Eleonore zu Stolberg-Stolberg 1920–1994 | 15. Eleonore zu Stolberg-Stolberg 1920–1994 | 15. Eleonore zu Stolberg-Stolberg 1920–1994 | 15. Eleonore zu Stolberg-Stolberg 1920–1994 | 15. Eleonore zu Stolberg-Stolberg 1920–1994 |                                             |                                             | 6. Jindřich (Heinrich) Schwarzenberg 1903–1965        | 6. Jindřich (Heinrich) Schwarzenberg 1903–1965        | 6. Jindřich (Heinrich) Schwarzenberg 1903–1965        | 6. Jindřich (Heinrich) Schwarzenberg 1903–1965        | 6. Jindřich (Heinrich) Schwarzenberg 1903–1965        | 6. Jindřich (Heinrich) Schwarzenberg 1903–1965        |                                                  |                                                  | Sophie Ida ze Schwarzenbergu 1901–1915           | Sophie Ida ze Schwarzenbergu 1901–1915           | Sophie Ida ze Schwarzenbergu 1901–1915 | Sophie Ida ze Schwarzenbergu 1901–1915 | Sophie Ida ze Schwarzenbergu 1901–1915  | Sophie Ida ze Schwarzenbergu 1901–1915  |                                         |                                         | Marie Therese ze Schwarzenbergu 1901–1935 | Marie Therese ze Schwarzenbergu 1901–1935 | Marie Therese ze Schwarzenbergu 1901–1935 | Marie Therese ze Schwarzenbergu 1901–1935 | Marie Therese ze Schwarzenbergu 1901–1935 | Marie Therese ze Schwarzenbergu 1901–1935 |  |  |
| 3. Adolf Schwarzenberg, 10. kníže 1890–1950           | 3. Adolf Schwarzenberg, 10. kníže 1890–1950           | 3. Adolf Schwarzenberg, 10. kníže 1890–1950           | 3. Adolf Schwarzenberg, 10. kníže 1890–1950           | 3. Adolf Schwarzenberg, 10. kníže 1890–1950           | 3. Adolf Schwarzenberg, 10. kníže 1890–1950           |                                         |                                         | 9. Hilda Lucemburská 1897–1979                  | 9. Hilda Lucemburská 1897–1979                  | 9. Hilda Lucemburská 1897–1979                  | 9. Hilda Lucemburská 1897–1979                  | 9. Hilda Lucemburská 1897–1979                  | 9. Hilda Lucemburská 1897–1979                  |                         |                         | Ida ze Schwarzenbergu 1894–1974                   | Ida ze Schwarzenbergu 1894–1974                   | Ida ze Schwarzenbergu 1894–1974                   | Ida ze Schwarzenbergu 1894–1974                   | Ida ze Schwarzenbergu 1894–1974                   | Ida ze Schwarzenbergu 1894–1974                   |                                    |                                    | Peter Revertera von Salandra 1893–1966    | Peter Revertera von Salandra 1893–1966    | Peter Revertera von Salandra 1893–1966    | Peter Revertera von Salandra 1893–1966    | Peter Revertera von Salandra 1893–1966      | Peter Revertera von Salandra 1893–1966      |                                             |                                             | Eugen Alfons Czernin z Chudenic 1892–1955   | Eugen Alfons Czernin z Chudenic 1892–1955   | Eugen Alfons Czernin z Chudenic 1892–1955   | Eugen Alfons Czernin z Chudenic 1892–1955   | Eugen Alfons Czernin z Chudenic 1892–1955   | Eugen Alfons Czernin z Chudenic 1892–1955   |                                          |                                          | Josephine Schwarzenbergová 1895–1965     | Josephine Schwarzenbergová 1895–1965     | Josephine Schwarzenbergová 1895–1965 | Josephine Schwarzenbergová 1895–1965 | Josephine Schwarzenbergová 1895–1965 | Josephine Schwarzenbergová 1895–1965 |                                    |                                    | 15. Eleonore zu Stolberg-Stolberg 1920–1994 | 15. Eleonore zu Stolberg-Stolberg 1920–1994 | 15. Eleonore zu Stolberg-Stolberg 1920–1994 | 15. Eleonore zu Stolberg-Stolberg 1920–1994 | 15. Eleonore zu Stolberg-Stolberg 1920–1994 | 15. Eleonore zu Stolberg-Stolberg 1920–1994 |                                             |                                             | 6. Jindřich (Heinrich) Schwarzenberg 1903–1965        | 6. Jindřich (Heinrich) Schwarzenberg 1903–1965        | 6. Jindřich (Heinrich) Schwarzenberg 1903–1965        | 6. Jindřich (Heinrich) Schwarzenberg 1903–1965        | 6. Jindřich (Heinrich) Schwarzenberg 1903–1965        | 6. Jindřich (Heinrich) Schwarzenberg 1903–1965        |                                                  |                                                  | Sophie Ida ze Schwarzenbergu 1901–1915           | Sophie Ida ze Schwarzenbergu 1901–1915           | Sophie Ida ze Schwarzenbergu 1901–1915 | Sophie Ida ze Schwarzenbergu 1901–1915 | Sophie Ida ze Schwarzenbergu 1901–1915  | Sophie Ida ze Schwarzenbergu 1901–1915  |                                         |                                         | Marie Therese ze Schwarzenbergu 1901–1935 | Marie Therese ze Schwarzenbergu 1901–1935 | Marie Therese ze Schwarzenbergu 1901–1935 | Marie Therese ze Schwarzenbergu 1901–1935 | Marie Therese ze Schwarzenbergu 1901–1935 | Marie Therese ze Schwarzenbergu 1901–1935 |  |  |
|                                                       |                                                       |                                                       |                                                       |                                                       |                                                       |                                         |                                         |                                                 |                                                 |                                                 |                                                 |                                                 |                                                 |                         |                         |                                                   |                                                   |                                                   |                                                   |                                                   |                                                   |                                    |                                    |                                           |                                           |                                           |                                           |                                             |                                             |                                             |                                             |                                             |                                             |                                             |                                             |                                             |                                             |                                          |                                          |                                          |                                          |                                      |                                      |                                      |                                      |                                    |                                    |                                             |                                             |                                             |                                             |                                             |                                             |                                             |                                             |                                                       |                                                       |                                                       |                                                       |                                                       |                                                       |                                                  |                                                  |                                                  |                                                  |                                        |                                        |                                         |                                         |                                         |                                         |                                           |                                           |                                           |                                           |                                           |                                           |  |  |
|                                                       |                                                       |                                                       |                                                       |                                                       |                                                       |                                         |                                         |                                                 |                                                 |                                                 |                                                 |                                                 |                                                 |                         |                         |                                                   |                                                   |                                                   |                                                   |                                                   |                                                   |                                    |                                    |                                           |                                           |                                           |                                           |                                             |                                             |                                             |                                             |                                             |                                             |                                             |                                             |                                             |                                             |                                          |                                          |                                          |                                          |                                      |                                      |                                      |                                      |                                    |                                    |                                             |                                             |                                             |                                             |                                             |                                             |                                             |                                             |                                                       |                                                       |                                                       |                                                       |                                                       |                                                       |                                                  |                                                  |                                                  |                                                  |                                        |                                        |                                         |                                         |                                         |                                         |                                           |                                           |                                           |                                           |                                           |                                           |  |  |
|                                                       |                                                       |                                                       |                                                       |                                                       |                                                       |                                         |                                         |                                                 |                                                 |                                                 |                                                 |                                                 |                                                 |                         |                         |                                                   |                                                   |                                                   |                                                   |                                                   |                                                   |                                    |                                    |                                           |                                           |                                           |                                           |                                             |                                             |                                             |                                             |                                             |                                             |                                             |                                             |                                             |                                             |                                          |                                          |                                          |                                          |                                      |                                      | Rüdiger von Pezold * 1941            | Rüdiger von Pezold * 1941            | Rüdiger von Pezold * 1941          | Rüdiger von Pezold * 1941          | Rüdiger von Pezold * 1941                   | Rüdiger von Pezold * 1941                   |                                             |                                             | Elisabeth, roz. Schwarzenbergová * 1947     | Elisabeth, roz. Schwarzenbergová * 1947     | Elisabeth, roz. Schwarzenbergová * 1947     | Elisabeth, roz. Schwarzenbergová * 1947     | Elisabeth, roz. Schwarzenbergová * 1947               | Elisabeth, roz. Schwarzenbergová * 1947               |                                                       |                                                       |                                                       |                                                       |                                                  |                                                  |                                                  |                                                  |                                        |                                        |                                         |                                         |                                         |                                         |                                           |                                           |                                           |                                           |                                           |                                           |  |  |
|                                                       |                                                       |                                                       |                                                       |                                                       |                                                       |                                         |                                         |                                                 |                                                 |                                                 |                                                 |                                                 |                                                 |                         |                         |                                                   |                                                   |                                                   |                                                   |                                                   |                                                   |                                    |                                    |                                           |                                           |                                           |                                           |                                             |                                             |                                             |                                             |                                             |                                             |                                             |                                             |                                             |                                             |                                          |                                          |                                          |                                          |                                      |                                      | Rüdiger von Pezold * 1941            | Rüdiger von Pezold * 1941            | Rüdiger von Pezold * 1941          | Rüdiger von Pezold * 1941          | Rüdiger von Pezold * 1941                   | Rüdiger von Pezold * 1941                   |                                             |                                             | Elisabeth, roz. Schwarzenbergová * 1947     | Elisabeth, roz. Schwarzenbergová * 1947     | Elisabeth, roz. Schwarzenbergová * 1947     | Elisabeth, roz. Schwarzenbergová * 1947     | Elisabeth, roz. Schwarzenbergová * 1947               | Elisabeth, roz. Schwarzenbergová * 1947               |                                                       |                                                       |                                                       |                                                       |                                                  |                                                  |                                                  |                                                  |                                        |                                        |                                         |                                         |                                         |                                         |                                           |                                           |                                           |                                           |                                           |                                           |  |  |

#### Sekundogenitura
Zeleně je vyznačen Karel VII. Schwarzenberg, kterého v roce 1960 adoptoval Jindřich (Heinrich) Schwarzenberg z primogenitury. Osmnáctá generace je ve dvou řádcích. 
|                                                                           |                                                                           |                                                                           |                                                                           | Marie Terezie Kinská z Vchynic a Tetova 1866–1889                         | Marie Terezie Kinská z Vchynic a Tetova 1866–1889                         | Marie Terezie Kinská z Vchynic a Tetova 1866–1889 | Marie Terezie Kinská z Vchynic a Tetova 1866–1889 | Marie Terezie Kinská z Vchynic a Tetova 1866–1889       | Marie Terezie Kinská z Vchynic a Tetova 1866–1889       |                                                         |                                                         | Karel IV. ze Schwarzenbergu, kníže a 5. hlava sekundogenitury 1859–1913 | Karel IV. ze Schwarzenbergu, kníže a 5. hlava sekundogenitury 1859–1913 | Karel IV. ze Schwarzenbergu, kníže a 5. hlava sekundogenitury 1859–1913 | Karel IV. ze Schwarzenbergu, kníže a 5. hlava sekundogenitury 1859–1913 | Karel IV. ze Schwarzenbergu, kníže a 5. hlava sekundogenitury 1859–1913  | Karel IV. ze Schwarzenbergu, kníže a 5. hlava sekundogenitury 1859–1913  |                                                                          |                                                                          | Ida Hoyos-Sprinzenstein 1870–1946                                        | Ida Hoyos-Sprinzenstein 1870–1946                                        | Ida Hoyos-Sprinzenstein 1870–1946                               | Ida Hoyos-Sprinzenstein 1870–1946                               | Ida Hoyos-Sprinzenstein 1870–1946                               | Ida Hoyos-Sprinzenstein 1870–1946                               |                                                            |                                                            |                                                            |                                                            |                                |                                |                                          |                                          |                                          |                                          |                                          |                                          |                               |                               |                                               |                                               |                                               |                                               |                                               |                                               |                                    |                                    |                                        |                                        |                                        |                                        |                                           |                                           |                                           |                                           |                                           |                                           |                                        |                                        |                                        |                                        |  |  |                                    |                                    |                                    |                                    |                                    |                                    |  |  |
|                                                                           |                                                                           |                                                                           |                                                                           | Marie Terezie Kinská z Vchynic a Tetova 1866–1889                         | Marie Terezie Kinská z Vchynic a Tetova 1866–1889                         | Marie Terezie Kinská z Vchynic a Tetova 1866–1889 | Marie Terezie Kinská z Vchynic a Tetova 1866–1889 | Marie Terezie Kinská z Vchynic a Tetova 1866–1889       | Marie Terezie Kinská z Vchynic a Tetova 1866–1889       |                                                         |                                                         | Karel IV. ze Schwarzenbergu, kníže a 5. hlava sekundogenitury 1859–1913 | Karel IV. ze Schwarzenbergu, kníže a 5. hlava sekundogenitury 1859–1913 | Karel IV. ze Schwarzenbergu, kníže a 5. hlava sekundogenitury 1859–1913 | Karel IV. ze Schwarzenbergu, kníže a 5. hlava sekundogenitury 1859–1913 | Karel IV. ze Schwarzenbergu, kníže a 5. hlava sekundogenitury 1859–1913  | Karel IV. ze Schwarzenbergu, kníže a 5. hlava sekundogenitury 1859–1913  |                                                                          |                                                                          | Ida Hoyos-Sprinzenstein 1870–1946                                        | Ida Hoyos-Sprinzenstein 1870–1946                                        | Ida Hoyos-Sprinzenstein 1870–1946                               | Ida Hoyos-Sprinzenstein 1870–1946                               | Ida Hoyos-Sprinzenstein 1870–1946                               | Ida Hoyos-Sprinzenstein 1870–1946                               |                                                            |                                                            |                                                            |                                                            |                                |                                |                                          |                                          |                                          |                                          |                                          |                                          |                               |                               |                                               |                                               |                                               |                                               |                                               |                                               |                                    |                                    |                                        |                                        |                                        |                                        |                                           |                                           |                                           |                                           |                                           |                                           |                                        |                                        |                                        |                                        |  |  |                                    |                                    |                                    |                                    |                                    |                                    |  |  |
|                                                                           |                                                                           |                                                                           |                                                                           |                                                                           |                                                                           |                                                   |                                                   |                                                         |                                                         |                                                         |                                                         |                                                                         |                                                                         |                                                                         |                                                                         |                                                                          |                                                                          |                                                                          |                                                                          |                                                                          |                                                                          |                                                                 |                                                                 |                                                                 |                                                                 |                                                            |                                                            |                                                            |                                                            |                                |                                |                                          |                                          |                                          |                                          |                                          |                                          |                               |                               |                                               |                                               |                                               |                                               |                                               |                                               |                                    |                                    |                                        |                                        |                                        |                                        |                                           |                                           |                                           |                                           |                                           |                                           |                                        |                                        |                                        |                                        |  |  |                                    |                                    |                                    |                                    |                                    |                                    |  |  |
|                                                                           |                                                                           |                                                                           |                                                                           |                                                                           |                                                                           |                                                   |                                                   |                                                         |                                                         |                                                         |                                                         |                                                                         |                                                                         |                                                                         |                                                                         |                                                                          |                                                                          |                                                                          |                                                                          |                                                                          |                                                                          |                                                                 |                                                                 |                                                                 |                                                                 |                                                            |                                                            |                                                            |                                                            |                                |                                |                                          |                                          |                                          |                                          |                                          |                                          |                               |                               |                                               |                                               |                                               |                                               |                                               |                                               |                                    |                                    |                                        |                                        |                                        |                                        |                                           |                                           |                                           |                                           |                                           |                                           |                                        |                                        |                                        |                                        |  |  |                                    |                                    |                                    |                                    |                                    |                                    |  |  |
| I. Karel V. ze Schwarzenbergu, kníže a 6. hlava sekundogenitury 1886–1914 | I. Karel V. ze Schwarzenbergu, kníže a 6. hlava sekundogenitury 1886–1914 | I. Karel V. ze Schwarzenbergu, kníže a 6. hlava sekundogenitury 1886–1914 | I. Karel V. ze Schwarzenbergu, kníže a 6. hlava sekundogenitury 1886–1914 | I. Karel V. ze Schwarzenbergu, kníže a 6. hlava sekundogenitury 1886–1914 | I. Karel V. ze Schwarzenbergu, kníže a 6. hlava sekundogenitury 1886–1914 |                                                   |                                                   | Eleonora z Clam-Gallasu 1887–1967                       | Eleonora z Clam-Gallasu 1887–1967                       | Eleonora z Clam-Gallasu 1887–1967                       | Eleonora z Clam-Gallasu 1887–1967                       | Eleonora z Clam-Gallasu 1887–1967                                       | Eleonora z Clam-Gallasu 1887–1967                                       |                                                                         |                                                                         | II. Zdenko Radslav Kinský 1896–1975                                      | II. Zdenko Radslav Kinský 1896–1975                                      | II. Zdenko Radslav Kinský 1896–1975                                      | II. Zdenko Radslav Kinský 1896–1975                                      | II. Zdenko Radslav Kinský 1896–1975                                      | II. Zdenko Radslav Kinský 1896–1975                                      |                                                                 |                                                                 | I. Ferdinand Josef z Trauttmansdorf-Weinsbergu 1893–1932        | I. Ferdinand Josef z Trauttmansdorf-Weinsbergu 1893–1932        | I. Ferdinand Josef z Trauttmansdorf-Weinsbergu 1893–1932   | I. Ferdinand Josef z Trauttmansdorf-Weinsbergu 1893–1932   | I. Ferdinand Josef z Trauttmansdorf-Weinsbergu 1893–1932   | I. Ferdinand Josef z Trauttmansdorf-Weinsbergu 1893–1932   |                                |                                | Wilhelmine ze Schwarzenbergu 1896–1945   | Wilhelmine ze Schwarzenbergu 1896–1945   | Wilhelmine ze Schwarzenbergu 1896–1945   | Wilhelmine ze Schwarzenbergu 1896–1945   | Wilhelmine ze Schwarzenbergu 1896–1945   | Wilhelmine ze Schwarzenbergu 1896–1945   |                               |                               | II. Andor Pál Somssich de Saárd 1900–1963     | II. Andor Pál Somssich de Saárd 1900–1963     | II. Andor Pál Somssich de Saárd 1900–1963     | II. Andor Pál Somssich de Saárd 1900–1963     | II. Andor Pál Somssich de Saárd 1900–1963     | II. Andor Pál Somssich de Saárd 1900–1963     |                                    |                                    | Eleonore ze Schwarzenbergu 1899–1984   | Eleonore ze Schwarzenbergu 1899–1984   | Eleonore ze Schwarzenbergu 1899–1984   | Eleonore ze Schwarzenbergu 1899–1984   | Eleonore ze Schwarzenbergu 1899–1984      | Eleonore ze Schwarzenbergu 1899–1984      |                                           |                                           | Johann Friedrich von Hartig 1891–1935     | Johann Friedrich von Hartig 1891–1935     | Johann Friedrich von Hartig 1891–1935  | Johann Friedrich von Hartig 1891–1935  | Johann Friedrich von Hartig 1891–1935  | Johann Friedrich von Hartig 1891–1935  |  |  |                                    |                                    |                                    |                                    |                                    |                                    |  |  |
| I. Karel V. ze Schwarzenbergu, kníže a 6. hlava sekundogenitury 1886–1914 | I. Karel V. ze Schwarzenbergu, kníže a 6. hlava sekundogenitury 1886–1914 | I. Karel V. ze Schwarzenbergu, kníže a 6. hlava sekundogenitury 1886–1914 | I. Karel V. ze Schwarzenbergu, kníže a 6. hlava sekundogenitury 1886–1914 | I. Karel V. ze Schwarzenbergu, kníže a 6. hlava sekundogenitury 1886–1914 | I. Karel V. ze Schwarzenbergu, kníže a 6. hlava sekundogenitury 1886–1914 |                                                   |                                                   | Eleonora z Clam-Gallasu 1887–1967                       | Eleonora z Clam-Gallasu 1887–1967                       | Eleonora z Clam-Gallasu 1887–1967                       | Eleonora z Clam-Gallasu 1887–1967                       | Eleonora z Clam-Gallasu 1887–1967                                       | Eleonora z Clam-Gallasu 1887–1967                                       |                                                                         |                                                                         | II. Zdenko Radslav Kinský 1896–1975                                      | II. Zdenko Radslav Kinský 1896–1975                                      | II. Zdenko Radslav Kinský 1896–1975                                      | II. Zdenko Radslav Kinský 1896–1975                                      | II. Zdenko Radslav Kinský 1896–1975                                      | II. Zdenko Radslav Kinský 1896–1975                                      |                                                                 |                                                                 | I. Ferdinand Josef z Trauttmansdorf-Weinsbergu 1893–1932        | I. Ferdinand Josef z Trauttmansdorf-Weinsbergu 1893–1932        | I. Ferdinand Josef z Trauttmansdorf-Weinsbergu 1893–1932   | I. Ferdinand Josef z Trauttmansdorf-Weinsbergu 1893–1932   | I. Ferdinand Josef z Trauttmansdorf-Weinsbergu 1893–1932   | I. Ferdinand Josef z Trauttmansdorf-Weinsbergu 1893–1932   |                                |                                | Wilhelmine ze Schwarzenbergu 1896–1945   | Wilhelmine ze Schwarzenbergu 1896–1945   | Wilhelmine ze Schwarzenbergu 1896–1945   | Wilhelmine ze Schwarzenbergu 1896–1945   | Wilhelmine ze Schwarzenbergu 1896–1945   | Wilhelmine ze Schwarzenbergu 1896–1945   |                               |                               | II. Andor Pál Somssich de Saárd 1900–1963     | II. Andor Pál Somssich de Saárd 1900–1963     | II. Andor Pál Somssich de Saárd 1900–1963     | II. Andor Pál Somssich de Saárd 1900–1963     | II. Andor Pál Somssich de Saárd 1900–1963     | II. Andor Pál Somssich de Saárd 1900–1963     |                                    |                                    | Eleonore ze Schwarzenbergu 1899–1984   | Eleonore ze Schwarzenbergu 1899–1984   | Eleonore ze Schwarzenbergu 1899–1984   | Eleonore ze Schwarzenbergu 1899–1984   | Eleonore ze Schwarzenbergu 1899–1984      | Eleonore ze Schwarzenbergu 1899–1984      |                                           |                                           | Johann Friedrich von Hartig 1891–1935     | Johann Friedrich von Hartig 1891–1935     | Johann Friedrich von Hartig 1891–1935  | Johann Friedrich von Hartig 1891–1935  | Johann Friedrich von Hartig 1891–1935  | Johann Friedrich von Hartig 1891–1935  |  |  |                                    |                                    |                                    |                                    |                                    |                                    |  |  |
|                                                                           |                                                                           |                                                                           |                                                                           |                                                                           |                                                                           |                                                   |                                                   |                                                         |                                                         |                                                         |                                                         |                                                                         |                                                                         |                                                                         |                                                                         |                                                                          |                                                                          |                                                                          |                                                                          |                                                                          |                                                                          |                                                                 |                                                                 |                                                                 |                                                                 |                                                            |                                                            |                                                            |                                                            |                                |                                |                                          |                                          |                                          |                                          |                                          |                                          |                               |                               |                                               |                                               |                                               |                                               |                                               |                                               |                                    |                                    |                                        |                                        |                                        |                                        |                                           |                                           |                                           |                                           |                                           |                                           |                                        |                                        |                                        |                                        |  |  |                                    |                                    |                                    |                                    |                                    |                                    |  |  |
|                                                                           |                                                                           |                                                                           |                                                                           |                                                                           |                                                                           |                                                   |                                                   |                                                         |                                                         |                                                         |                                                         |                                                                         |                                                                         |                                                                         |                                                                         |                                                                          |                                                                          |                                                                          |                                                                          |                                                                          |                                                                          |                                                                 |                                                                 |                                                                 |                                                                 |                                                            |                                                            |                                                            |                                                            |                                |                                |                                          |                                          |                                          |                                          |                                          |                                          |                               |                               |                                               |                                               |                                               |                                               |                                               |                                               |                                    |                                    |                                        |                                        |                                        |                                        |                                           |                                           |                                           |                                           |                                           |                                           |                                        |                                        |                                        |                                        |  |  |                                    |                                    |                                    |                                    |                                    |                                    |  |  |
|                                                                           |                                                                           |                                                                           |                                                                           |                                                                           |                                                                           |                                                   |                                                   | Josef Adolf ze Schwarzenbergu */† 1894                  | Josef Adolf ze Schwarzenbergu */† 1894                  | Josef Adolf ze Schwarzenbergu */† 1894                  | Josef Adolf ze Schwarzenbergu */† 1894                  | Josef Adolf ze Schwarzenbergu */† 1894                                  | Josef Adolf ze Schwarzenbergu */† 1894                                  |                                                                         |                                                                         |                                                                          |                                                                          |                                                                          |                                                                          | I. Erzsébet Henriette Széchényi ze Sárvár-Felsövidéku 1895–1957          | I. Erzsébet Henriette Széchényi ze Sárvár-Felsövidéku 1895–1957          | I. Erzsébet Henriette Széchényi ze Sárvár-Felsövidéku 1895–1957 | I. Erzsébet Henriette Széchényi ze Sárvár-Felsövidéku 1895–1957 | I. Erzsébet Henriette Széchényi ze Sárvár-Felsövidéku 1895–1957 | I. Erzsébet Henriette Széchényi ze Sárvár-Felsövidéku 1895–1957 |                                                            |                                                            | Arnošt Schwarzenberg 1892–1979                             | Arnošt Schwarzenberg 1892–1979                             | Arnošt Schwarzenberg 1892–1979 | Arnošt Schwarzenberg 1892–1979 | Arnošt Schwarzenberg 1892–1979           | Arnošt Schwarzenberg 1892–1979           |                                          |                                          | II. Mathilde Gerber 1899–1999            | II. Mathilde Gerber 1899–1999            | II. Mathilde Gerber 1899–1999 | II. Mathilde Gerber 1899–1999 | II. Mathilde Gerber 1899–1999                 | II. Mathilde Gerber 1899–1999                 |                                               |                                               | 7. Jan ze Schwarzenbergu 1903–1978            | 7. Jan ze Schwarzenbergu 1903–1978            | 7. Jan ze Schwarzenbergu 1903–1978 | 7. Jan ze Schwarzenbergu 1903–1978 | 7. Jan ze Schwarzenbergu 1903–1978     | 7. Jan ze Schwarzenbergu 1903–1978     |                                        |                                        | 8. Kathleen, roz. de Spoelberch 1905–1978 | 8. Kathleen, roz. de Spoelberch 1905–1978 | 8. Kathleen, roz. de Spoelberch 1905–1978 | 8. Kathleen, roz. de Spoelberch 1905–1978 | 8. Kathleen, roz. de Spoelberch 1905–1978 | 8. Kathleen, roz. de Spoelberch 1905–1978 |                                        |                                        |                                        |                                        |  |  |                                    |                                    |                                    |                                    |                                    |                                    |  |  |
|                                                                           |                                                                           |                                                                           |                                                                           |                                                                           |                                                                           |                                                   |                                                   | Josef Adolf ze Schwarzenbergu */† 1894                  | Josef Adolf ze Schwarzenbergu */† 1894                  | Josef Adolf ze Schwarzenbergu */† 1894                  | Josef Adolf ze Schwarzenbergu */† 1894                  | Josef Adolf ze Schwarzenbergu */† 1894                                  | Josef Adolf ze Schwarzenbergu */† 1894                                  |                                                                         |                                                                         |                                                                          |                                                                          |                                                                          |                                                                          | I. Erzsébet Henriette Széchényi ze Sárvár-Felsövidéku 1895–1957          | I. Erzsébet Henriette Széchényi ze Sárvár-Felsövidéku 1895–1957          | I. Erzsébet Henriette Széchényi ze Sárvár-Felsövidéku 1895–1957 | I. Erzsébet Henriette Széchényi ze Sárvár-Felsövidéku 1895–1957 | I. Erzsébet Henriette Széchényi ze Sárvár-Felsövidéku 1895–1957 | I. Erzsébet Henriette Széchényi ze Sárvár-Felsövidéku 1895–1957 |                                                            |                                                            | Arnošt Schwarzenberg 1892–1979                             | Arnošt Schwarzenberg 1892–1979                             | Arnošt Schwarzenberg 1892–1979 | Arnošt Schwarzenberg 1892–1979 | Arnošt Schwarzenberg 1892–1979           | Arnošt Schwarzenberg 1892–1979           |                                          |                                          | II. Mathilde Gerber 1899–1999            | II. Mathilde Gerber 1899–1999            | II. Mathilde Gerber 1899–1999 | II. Mathilde Gerber 1899–1999 | II. Mathilde Gerber 1899–1999                 | II. Mathilde Gerber 1899–1999                 |                                               |                                               | 7. Jan ze Schwarzenbergu 1903–1978            | 7. Jan ze Schwarzenbergu 1903–1978            | 7. Jan ze Schwarzenbergu 1903–1978 | 7. Jan ze Schwarzenbergu 1903–1978 | 7. Jan ze Schwarzenbergu 1903–1978     | 7. Jan ze Schwarzenbergu 1903–1978     |                                        |                                        | 8. Kathleen, roz. de Spoelberch 1905–1978 | 8. Kathleen, roz. de Spoelberch 1905–1978 | 8. Kathleen, roz. de Spoelberch 1905–1978 | 8. Kathleen, roz. de Spoelberch 1905–1978 | 8. Kathleen, roz. de Spoelberch 1905–1978 | 8. Kathleen, roz. de Spoelberch 1905–1978 |                                        |                                        |                                        |                                        |  |  |                                    |                                    |                                    |                                    |                                    |                                    |  |  |
|                                                                           |                                                                           |                                                                           |                                                                           |                                                                           |                                                                           |                                                   |                                                   |                                                         |                                                         |                                                         |                                                         |                                                                         |                                                                         |                                                                         |                                                                         |                                                                          |                                                                          |                                                                          |                                                                          |                                                                          |                                                                          |                                                                 |                                                                 |                                                                 |                                                                 |                                                            |                                                            |                                                            |                                                            |                                |                                |                                          |                                          |                                          |                                          |                                          |                                          |                               |                               |                                               |                                               |                                               |                                               |                                               |                                               |                                    |                                    |                                        |                                        |                                        |                                        |                                           |                                           |                                           |                                           |                                           |                                           |                                        |                                        |                                        |                                        |  |  |                                    |                                    |                                    |                                    |                                    |                                    |  |  |
|                                                                           |                                                                           |                                                                           |                                                                           |                                                                           |                                                                           |                                                   |                                                   |                                                         |                                                         |                                                         |                                                         |                                                                         |                                                                         |                                                                         |                                                                         |                                                                          |                                                                          |                                                                          |                                                                          |                                                                          |                                                                          |                                                                 |                                                                 |                                                                 |                                                                 |                                                            |                                                            |                                                            |                                                            |                                |                                |                                          |                                          |                                          |                                          |                                          |                                          |                               |                               |                                               |                                               |                                               |                                               |                                               |                                               |                                    |                                    |                                        |                                        |                                        |                                        |                                           |                                           |                                           |                                           |                                           |                                           |                                        |                                        |                                        |                                        |  |  |                                    |                                    |                                    |                                    |                                    |                                    |  |  |
| 12. Karel VI. Schwarzenberg, kníže a 7. hlava sekundogenitury 1911–1986   | 12. Karel VI. Schwarzenberg, kníže a 7. hlava sekundogenitury 1911–1986   | 12. Karel VI. Schwarzenberg, kníže a 7. hlava sekundogenitury 1911–1986   | 12. Karel VI. Schwarzenberg, kníže a 7. hlava sekundogenitury 1911–1986   | 12. Karel VI. Schwarzenberg, kníže a 7. hlava sekundogenitury 1911–1986   | 12. Karel VI. Schwarzenberg, kníže a 7. hlava sekundogenitury 1911–1986   |                                                   |                                                   | 13. Antonie, roz. z Fürstenbergu 1905–1988              | 13. Antonie, roz. z Fürstenbergu 1905–1988              | 13. Antonie, roz. z Fürstenbergu 1905–1988              | 13. Antonie, roz. z Fürstenbergu 1905–1988              | 13. Antonie, roz. z Fürstenbergu 1905–1988                              | 13. Antonie, roz. z Fürstenbergu 1905–1988                              |                                                                         |                                                                         | 14. František Schwarzenberg 1913–1992                                    | 14. František Schwarzenberg 1913–1992                                    | 14. František Schwarzenberg 1913–1992                                    | 14. František Schwarzenberg 1913–1992                                    | 14. František Schwarzenberg 1913–1992                                    | 14. František Schwarzenberg 1913–1992                                    |                                                                 |                                                                 | Amálie, roz. Lobkowiczová 1921–2013                             | Amálie, roz. Lobkowiczová 1921–2013                             | Amálie, roz. Lobkowiczová 1921–2013                        | Amálie, roz. Lobkowiczová 1921–2013                        | Amálie, roz. Lobkowiczová 1921–2013                        | Amálie, roz. Lobkowiczová 1921–2013                        |                                |                                | I. Elisabeth Constantinides * 1943       | I. Elisabeth Constantinides * 1943       | I. Elisabeth Constantinides * 1943       | I. Elisabeth Constantinides * 1943       | I. Elisabeth Constantinides * 1943       | I. Elisabeth Constantinides * 1943       |                               |                               | Karl Erkinger Schwarzenberg * 1933            | Karl Erkinger Schwarzenberg * 1933            | Karl Erkinger Schwarzenberg * 1933            | Karl Erkinger Schwarzenberg * 1933            | Karl Erkinger Schwarzenberg * 1933            | Karl Erkinger Schwarzenberg * 1933            |                                    |                                    | II. Claudia Eleonora zu Brandis * 1949 | II. Claudia Eleonora zu Brandis * 1949 | II. Claudia Eleonora zu Brandis * 1949 | II. Claudia Eleonora zu Brandis * 1949 | II. Claudia Eleonora zu Brandis * 1949    | II. Claudia Eleonora zu Brandis * 1949    |                                           |                                           | Colienne, roz. Schwarzenbergová * 1937    | Colienne, roz. Schwarzenbergová * 1937    | Colienne, roz. Schwarzenbergová * 1937 | Colienne, roz. Schwarzenbergová * 1937 | Colienne, roz. Schwarzenbergová * 1937 | Colienne, roz. Schwarzenbergová * 1937 |  |  | Maximilian Joseph von Meran * 1930 | Maximilian Joseph von Meran * 1930 | Maximilian Joseph von Meran * 1930 | Maximilian Joseph von Meran * 1930 | Maximilian Joseph von Meran * 1930 | Maximilian Joseph von Meran * 1930 |  |  |
| 12. Karel VI. Schwarzenberg, kníže a 7. hlava sekundogenitury 1911–1986   | 12. Karel VI. Schwarzenberg, kníže a 7. hlava sekundogenitury 1911–1986   | 12. Karel VI. Schwarzenberg, kníže a 7. hlava sekundogenitury 1911–1986   | 12. Karel VI. Schwarzenberg, kníže a 7. hlava sekundogenitury 1911–1986   | 12. Karel VI. Schwarzenberg, kníže a 7. hlava sekundogenitury 1911–1986   | 12. Karel VI. Schwarzenberg, kníže a 7. hlava sekundogenitury 1911–1986   |                                                   |                                                   | 13. Antonie, roz. z Fürstenbergu 1905–1988              | 13. Antonie, roz. z Fürstenbergu 1905–1988              | 13. Antonie, roz. z Fürstenbergu 1905–1988              | 13. Antonie, roz. z Fürstenbergu 1905–1988              | 13. Antonie, roz. z Fürstenbergu 1905–1988                              | 13. Antonie, roz. z Fürstenbergu 1905–1988                              |                                                                         |                                                                         | 14. František Schwarzenberg 1913–1992                                    | 14. František Schwarzenberg 1913–1992                                    | 14. František Schwarzenberg 1913–1992                                    | 14. František Schwarzenberg 1913–1992                                    | 14. František Schwarzenberg 1913–1992                                    | 14. František Schwarzenberg 1913–1992                                    |                                                                 |                                                                 | Amálie, roz. Lobkowiczová 1921–2013                             | Amálie, roz. Lobkowiczová 1921–2013                             | Amálie, roz. Lobkowiczová 1921–2013                        | Amálie, roz. Lobkowiczová 1921–2013                        | Amálie, roz. Lobkowiczová 1921–2013                        | Amálie, roz. Lobkowiczová 1921–2013                        |                                |                                | I. Elisabeth Constantinides * 1943       | I. Elisabeth Constantinides * 1943       | I. Elisabeth Constantinides * 1943       | I. Elisabeth Constantinides * 1943       | I. Elisabeth Constantinides * 1943       | I. Elisabeth Constantinides * 1943       |                               |                               | Karl Erkinger Schwarzenberg * 1933            | Karl Erkinger Schwarzenberg * 1933            | Karl Erkinger Schwarzenberg * 1933            | Karl Erkinger Schwarzenberg * 1933            | Karl Erkinger Schwarzenberg * 1933            | Karl Erkinger Schwarzenberg * 1933            |                                    |                                    | II. Claudia Eleonora zu Brandis * 1949 | II. Claudia Eleonora zu Brandis * 1949 | II. Claudia Eleonora zu Brandis * 1949 | II. Claudia Eleonora zu Brandis * 1949 | II. Claudia Eleonora zu Brandis * 1949    | II. Claudia Eleonora zu Brandis * 1949    |                                           |                                           | Colienne, roz. Schwarzenbergová * 1937    | Colienne, roz. Schwarzenbergová * 1937    | Colienne, roz. Schwarzenbergová * 1937 | Colienne, roz. Schwarzenbergová * 1937 | Colienne, roz. Schwarzenbergová * 1937 | Colienne, roz. Schwarzenbergová * 1937 |  |  | Maximilian Joseph von Meran * 1930 | Maximilian Joseph von Meran * 1930 | Maximilian Joseph von Meran * 1930 | Maximilian Joseph von Meran * 1930 | Maximilian Joseph von Meran * 1930 | Maximilian Joseph von Meran * 1930 |  |  |
|                                                                           |                                                                           |                                                                           |                                                                           |                                                                           |                                                                           |                                                   |                                                   |                                                         |                                                         |                                                         |                                                         |                                                                         |                                                                         |                                                                         |                                                                         |                                                                          |                                                                          |                                                                          |                                                                          |                                                                          |                                                                          |                                                                 |                                                                 |                                                                 |                                                                 |                                                            |                                                            |                                                            |                                                            |                                |                                |                                          |                                          |                                          |                                          |                                          |                                          |                               |                               |                                               |                                               |                                               |                                               |                                               |                                               |                                    |                                    |                                        |                                        |                                        |                                        |                                           |                                           |                                           |                                           |                                           |                                           |                                        |                                        |                                        |                                        |  |  |                                    |                                    |                                    |                                    |                                    |                                    |  |  |
|                                                                           |                                                                           |                                                                           |                                                                           |                                                                           |                                                                           |                                                   |                                                   |                                                         |                                                         |                                                         |                                                         |                                                                         |                                                                         |                                                                         |                                                                         |                                                                          |                                                                          |                                                                          |                                                                          |                                                                          |                                                                          |                                                                 |                                                                 |                                                                 |                                                                 |                                                            |                                                            |                                                            |                                                            |                                |                                |                                          |                                          |                                          |                                          |                                          |                                          |                               |                               |                                               |                                               |                                               |                                               |                                               |                                               |                                    |                                    |                                        |                                        |                                        |                                        |                                           |                                           |                                           |                                           |                                           |                                           |                                        |                                        |                                        |                                        |  |  |                                    |                                    |                                    |                                    |                                    |                                    |  |  |
| Maria Eleonore, roz. Schwarzenbergová 1936–2024                           | Maria Eleonore, roz. Schwarzenbergová 1936–2024                           | Maria Eleonore, roz. Schwarzenbergová 1936–2024                           | Maria Eleonore, roz. Schwarzenbergová 1936–2024                           | Maria Eleonore, roz. Schwarzenbergová 1936–2024                           | Maria Eleonore, roz. Schwarzenbergová 1936–2024                           |                                                   |                                                   | Leopold Bill von Bredow * 1933                          | Leopold Bill von Bredow * 1933                          | Leopold Bill von Bredow * 1933                          | Leopold Bill von Bredow * 1933                          | Leopold Bill von Bredow * 1933                                          | Leopold Bill von Bredow * 1933                                          |                                                                         |                                                                         | Karel VII. Schwarzenberg, 12. kníže a 8. hlava sekundogenitury 1937–2023 | Karel VII. Schwarzenberg, 12. kníže a 8. hlava sekundogenitury 1937–2023 | Karel VII. Schwarzenberg, 12. kníže a 8. hlava sekundogenitury 1937–2023 | Karel VII. Schwarzenberg, 12. kníže a 8. hlava sekundogenitury 1937–2023 | Karel VII. Schwarzenberg, 12. kníže a 8. hlava sekundogenitury 1937–2023 | Karel VII. Schwarzenberg, 12. kníže a 8. hlava sekundogenitury 1937–2023 |                                                                 |                                                                 | Therese, roz. zu Hardegg auf Glatz und im Machlande * 1940      | Therese, roz. zu Hardegg auf Glatz und im Machlande * 1940      | Therese, roz. zu Hardegg auf Glatz und im Machlande * 1940 | Therese, roz. zu Hardegg auf Glatz und im Machlande * 1940 | Therese, roz. zu Hardegg auf Glatz und im Machlande * 1940 | Therese, roz. zu Hardegg auf Glatz und im Machlande * 1940 |                                |                                | Anna Maria, roz. Schwarzenbergová * 1946 | Anna Maria, roz. Schwarzenbergová * 1946 | Anna Maria, roz. Schwarzenbergová * 1946 | Anna Maria, roz. Schwarzenbergová * 1946 | Anna Maria, roz. Schwarzenbergová * 1946 | Anna Maria, roz. Schwarzenbergová * 1946 |                               |                               | Elmar von Haxthausen 1925–2023                | Elmar von Haxthausen 1925–2023                | Elmar von Haxthausen 1925–2023                | Elmar von Haxthausen 1925–2023                | Elmar von Haxthausen 1925–2023                | Elmar von Haxthausen 1925–2023                |                                    |                                    | Bedřich Schwarzenberg 1940–2014        | Bedřich Schwarzenberg 1940–2014        | Bedřich Schwarzenberg 1940–2014        | Bedřich Schwarzenberg 1940–2014        | Bedřich Schwarzenberg 1940–2014           | Bedřich Schwarzenberg 1940–2014           |                                           |                                           | Regula Brigitte Schlegel * 1956           | Regula Brigitte Schlegel * 1956           | Regula Brigitte Schlegel * 1956        | Regula Brigitte Schlegel * 1956        | Regula Brigitte Schlegel * 1956        | Regula Brigitte Schlegel * 1956        |  |  |                                    |                                    |                                    |                                    |                                    |                                    |  |  |
| Maria Eleonore, roz. Schwarzenbergová 1936–2024                           | Maria Eleonore, roz. Schwarzenbergová 1936–2024                           | Maria Eleonore, roz. Schwarzenbergová 1936–2024                           | Maria Eleonore, roz. Schwarzenbergová 1936–2024                           | Maria Eleonore, roz. Schwarzenbergová 1936–2024                           | Maria Eleonore, roz. Schwarzenbergová 1936–2024                           |                                                   |                                                   | Leopold Bill von Bredow * 1933                          | Leopold Bill von Bredow * 1933                          | Leopold Bill von Bredow * 1933                          | Leopold Bill von Bredow * 1933                          | Leopold Bill von Bredow * 1933                                          | Leopold Bill von Bredow * 1933                                          |                                                                         |                                                                         | Karel VII. Schwarzenberg, 12. kníže a 8. hlava sekundogenitury 1937–2023 | Karel VII. Schwarzenberg, 12. kníže a 8. hlava sekundogenitury 1937–2023 | Karel VII. Schwarzenberg, 12. kníže a 8. hlava sekundogenitury 1937–2023 | Karel VII. Schwarzenberg, 12. kníže a 8. hlava sekundogenitury 1937–2023 | Karel VII. Schwarzenberg, 12. kníže a 8. hlava sekundogenitury 1937–2023 | Karel VII. Schwarzenberg, 12. kníže a 8. hlava sekundogenitury 1937–2023 |                                                                 |                                                                 | Therese, roz. zu Hardegg auf Glatz und im Machlande * 1940      | Therese, roz. zu Hardegg auf Glatz und im Machlande * 1940      | Therese, roz. zu Hardegg auf Glatz und im Machlande * 1940 | Therese, roz. zu Hardegg auf Glatz und im Machlande * 1940 | Therese, roz. zu Hardegg auf Glatz und im Machlande * 1940 | Therese, roz. zu Hardegg auf Glatz und im Machlande * 1940 |                                |                                | Anna Maria, roz. Schwarzenbergová * 1946 | Anna Maria, roz. Schwarzenbergová * 1946 | Anna Maria, roz. Schwarzenbergová * 1946 | Anna Maria, roz. Schwarzenbergová * 1946 | Anna Maria, roz. Schwarzenbergová * 1946 | Anna Maria, roz. Schwarzenbergová * 1946 |                               |                               | Elmar von Haxthausen 1925–2023                | Elmar von Haxthausen 1925–2023                | Elmar von Haxthausen 1925–2023                | Elmar von Haxthausen 1925–2023                | Elmar von Haxthausen 1925–2023                | Elmar von Haxthausen 1925–2023                |                                    |                                    | Bedřich Schwarzenberg 1940–2014        | Bedřich Schwarzenberg 1940–2014        | Bedřich Schwarzenberg 1940–2014        | Bedřich Schwarzenberg 1940–2014        | Bedřich Schwarzenberg 1940–2014           | Bedřich Schwarzenberg 1940–2014           |                                           |                                           | Regula Brigitte Schlegel * 1956           | Regula Brigitte Schlegel * 1956           | Regula Brigitte Schlegel * 1956        | Regula Brigitte Schlegel * 1956        | Regula Brigitte Schlegel * 1956        | Regula Brigitte Schlegel * 1956        |  |  |                                    |                                    |                                    |                                    |                                    |                                    |  |  |
|                                                                           |                                                                           |                                                                           |                                                                           |                                                                           |                                                                           |                                                   |                                                   |                                                         |                                                         |                                                         |                                                         |                                                                         |                                                                         |                                                                         |                                                                         |                                                                          |                                                                          |                                                                          |                                                                          |                                                                          |                                                                          |                                                                 |                                                                 |                                                                 |                                                                 |                                                            |                                                            |                                                            |                                                            |                                |                                |                                          |                                          |                                          |                                          |                                          |                                          |                               |                               |                                               |                                               |                                               |                                               |                                               |                                               |                                    |                                    |                                        |                                        |                                        |                                        |                                           |                                           |                                           |                                           |                                           |                                           |                                        |                                        |                                        |                                        |  |  |                                    |                                    |                                    |                                    |                                    |                                    |  |  |
|                                                                           |                                                                           |                                                                           |                                                                           |                                                                           |                                                                           |                                                   |                                                   |                                                         |                                                         |                                                         |                                                         |                                                                         |                                                                         |                                                                         |                                                                         |                                                                          |                                                                          |                                                                          |                                                                          |                                                                          |                                                                          |                                                                 |                                                                 |                                                                 |                                                                 |                                                            |                                                            |                                                            |                                                            |                                |                                |                                          |                                          |                                          |                                          |                                          |                                          |                               |                               |                                               |                                               |                                               |                                               |                                               |                                               |                                    |                                    |                                        |                                        |                                        |                                        |                                           |                                           |                                           |                                           |                                           |                                           |                                        |                                        |                                        |                                        |  |  |                                    |                                    |                                    |                                    |                                    |                                    |  |  |
| I. Diana, roz. Orgovanyi-Hanstein * 1971                                  | I. Diana, roz. Orgovanyi-Hanstein * 1971                                  | I. Diana, roz. Orgovanyi-Hanstein * 1971                                  | I. Diana, roz. Orgovanyi-Hanstein * 1971                                  | I. Diana, roz. Orgovanyi-Hanstein * 1971                                  | I. Diana, roz. Orgovanyi-Hanstein * 1971                                  |                                                   |                                                   | Jan Nepomuk III. Ondřej Schwarzenberg, 13. kníže * 1967 | Jan Nepomuk III. Ondřej Schwarzenberg, 13. kníže * 1967 | Jan Nepomuk III. Ondřej Schwarzenberg, 13. kníže * 1967 | Jan Nepomuk III. Ondřej Schwarzenberg, 13. kníže * 1967 | Jan Nepomuk III. Ondřej Schwarzenberg, 13. kníže * 1967                 | Jan Nepomuk III. Ondřej Schwarzenberg, 13. kníže * 1967                 |                                                                         |                                                                         | II. Francesca, roz. Riario-Sforza * 1974                                 | II. Francesca, roz. Riario-Sforza * 1974                                 | II. Francesca, roz. Riario-Sforza * 1974                                 | II. Francesca, roz. Riario-Sforza * 1974                                 | II. Francesca, roz. Riario-Sforza * 1974                                 | II. Francesca, roz. Riario-Sforza * 1974                                 |                                                                 |                                                                 | Anna Carolina, roz. Schwarzenbergová * 1968                     | Anna Carolina, roz. Schwarzenbergová * 1968                     | Anna Carolina, roz. Schwarzenbergová * 1968                | Anna Carolina, roz. Schwarzenbergová * 1968                | Anna Carolina, roz. Schwarzenbergová * 1968                | Anna Carolina, roz. Schwarzenbergová * 1968                |                                |                                | Peter Morgan * 1963                      | Peter Morgan * 1963                      | Peter Morgan * 1963                      | Peter Morgan * 1963                      | Peter Morgan * 1963                      | Peter Morgan * 1963                      |                               |                               | Marie-Helene, roz. Schwarzenbergová 1987–2019 | Marie-Helene, roz. Schwarzenbergová 1987–2019 | Marie-Helene, roz. Schwarzenbergová 1987–2019 | Marie-Helene, roz. Schwarzenbergová 1987–2019 | Marie-Helene, roz. Schwarzenbergová 1987–2019 | Marie-Helene, roz. Schwarzenbergová 1987–2019 |                                    |                                    | Ferdinand Schwarzenberg * 1989         | Ferdinand Schwarzenberg * 1989         | Ferdinand Schwarzenberg * 1989         | Ferdinand Schwarzenberg * 1989         | Ferdinand Schwarzenberg * 1989            | Ferdinand Schwarzenberg * 1989            |                                           |                                           | Marie, roz. Frilingová * 1992             | Marie, roz. Frilingová * 1992             | Marie, roz. Frilingová * 1992          | Marie, roz. Frilingová * 1992          | Marie, roz. Frilingová * 1992          | Marie, roz. Frilingová * 1992          |  |  |                                    |                                    |                                    |                                    |                                    |                                    |  |  |
| I. Diana, roz. Orgovanyi-Hanstein * 1971                                  | I. Diana, roz. Orgovanyi-Hanstein * 1971                                  | I. Diana, roz. Orgovanyi-Hanstein * 1971                                  | I. Diana, roz. Orgovanyi-Hanstein * 1971                                  | I. Diana, roz. Orgovanyi-Hanstein * 1971                                  | I. Diana, roz. Orgovanyi-Hanstein * 1971                                  |                                                   |                                                   | Jan Nepomuk III. Ondřej Schwarzenberg, 13. kníže * 1967 | Jan Nepomuk III. Ondřej Schwarzenberg, 13. kníže * 1967 | Jan Nepomuk III. Ondřej Schwarzenberg, 13. kníže * 1967 | Jan Nepomuk III. Ondřej Schwarzenberg, 13. kníže * 1967 | Jan Nepomuk III. Ondřej Schwarzenberg, 13. kníže * 1967                 | Jan Nepomuk III. Ondřej Schwarzenberg, 13. kníže * 1967                 |                                                                         |                                                                         | II. Francesca, roz. Riario-Sforza * 1974                                 | II. Francesca, roz. Riario-Sforza * 1974                                 | II. Francesca, roz. Riario-Sforza * 1974                                 | II. Francesca, roz. Riario-Sforza * 1974                                 | II. Francesca, roz. Riario-Sforza * 1974                                 | II. Francesca, roz. Riario-Sforza * 1974                                 |                                                                 |                                                                 | Anna Carolina, roz. Schwarzenbergová * 1968                     | Anna Carolina, roz. Schwarzenbergová * 1968                     | Anna Carolina, roz. Schwarzenbergová * 1968                | Anna Carolina, roz. Schwarzenbergová * 1968                | Anna Carolina, roz. Schwarzenbergová * 1968                | Anna Carolina, roz. Schwarzenbergová * 1968                |                                |                                | Peter Morgan * 1963                      | Peter Morgan * 1963                      | Peter Morgan * 1963                      | Peter Morgan * 1963                      | Peter Morgan * 1963                      | Peter Morgan * 1963                      |                               |                               | Marie-Helene, roz. Schwarzenbergová 1987–2019 | Marie-Helene, roz. Schwarzenbergová 1987–2019 | Marie-Helene, roz. Schwarzenbergová 1987–2019 | Marie-Helene, roz. Schwarzenbergová 1987–2019 | Marie-Helene, roz. Schwarzenbergová 1987–2019 | Marie-Helene, roz. Schwarzenbergová 1987–2019 |                                    |                                    | Ferdinand Schwarzenberg * 1989         | Ferdinand Schwarzenberg * 1989         | Ferdinand Schwarzenberg * 1989         | Ferdinand Schwarzenberg * 1989         | Ferdinand Schwarzenberg * 1989            | Ferdinand Schwarzenberg * 1989            |                                           |                                           | Marie, roz. Frilingová * 1992             | Marie, roz. Frilingová * 1992             | Marie, roz. Frilingová * 1992          | Marie, roz. Frilingová * 1992          | Marie, roz. Frilingová * 1992          | Marie, roz. Frilingová * 1992          |  |  |                                    |                                    |                                    |                                    |                                    |                                    |  |  |

#### Pohřbení v kostele
Zeleně je vyznačen Adolf ze Schwarzenbergu, vojevůdce, který porazil v roce 1598 Turky u Rábu. Modře je vyznačen Jan Adolf I. ze Schwarzenbergu, který byl v roce 1670 povýšen do knížecího stavu.
|                                               |                                               |                                               |                                               |                                               |                                               |                                       |                                       |                                                          |                                                          |                                                          |                                                          | I. Anna von Bibra † 1418                                      | I. Anna von Bibra † 1418                                      | I. Anna von Bibra † 1418                                      | I. Anna von Bibra † 1418                                      | I. Anna von Bibra † 1418                                      | I. Anna von Bibra † 1418                                      |                                                        |                                                        | Erkinger I. ze Schwarzenbergu 1362–1437                | Erkinger I. ze Schwarzenbergu 1362–1437                | Erkinger I. ze Schwarzenbergu 1362–1437 | Erkinger I. ze Schwarzenbergu 1362–1437 | Erkinger I. ze Schwarzenbergu 1362–1437             | Erkinger I. ze Schwarzenbergu 1362–1437             |                                                     |                                                     | II. Barbora z Abensbergu † 1448                      | II. Barbora z Abensbergu † 1448                      | II. Barbora z Abensbergu † 1448                      | II. Barbora z Abensbergu † 1448                      | II. Barbora z Abensbergu † 1448                                | II. Barbora z Abensbergu † 1448                                |                                                                |                                                                |                                                                  |                                                                  |                                                                  |                                                                  |                                                                                   |                                                                                   |                                                                                   |                                                                                   |                                                                                   |                                                                                   |                                                              |                                                              |                                                              |                                                              |                                                   |                                                   |                                                   |                                                   |  |  |                                          |                                          |                                          |                                          |                                          |                                          |  |  |                                        |                                        |                                        |                                        |                                        |                                        |  |  |                                           |                                           |                                           |                                           |                                           |                                           |  |  |                                                       |                                                       |                                                       |                                                       |                                                       |                                                       |
|                                               |                                               |                                               |                                               |                                               |                                               |                                       |                                       |                                                          |                                                          |                                                          |                                                          | I. Anna von Bibra † 1418                                      | I. Anna von Bibra † 1418                                      | I. Anna von Bibra † 1418                                      | I. Anna von Bibra † 1418                                      | I. Anna von Bibra † 1418                                      | I. Anna von Bibra † 1418                                      |                                                        |                                                        | Erkinger I. ze Schwarzenbergu 1362–1437                | Erkinger I. ze Schwarzenbergu 1362–1437                | Erkinger I. ze Schwarzenbergu 1362–1437 | Erkinger I. ze Schwarzenbergu 1362–1437 | Erkinger I. ze Schwarzenbergu 1362–1437             | Erkinger I. ze Schwarzenbergu 1362–1437             |                                                     |                                                     | II. Barbora z Abensbergu † 1448                      | II. Barbora z Abensbergu † 1448                      | II. Barbora z Abensbergu † 1448                      | II. Barbora z Abensbergu † 1448                      | II. Barbora z Abensbergu † 1448                                | II. Barbora z Abensbergu † 1448                                |                                                                |                                                                |                                                                  |                                                                  |                                                                  |                                                                  |                                                                                   |                                                                                   |                                                                                   |                                                                                   |                                                                                   |                                                                                   |                                                              |                                                              |                                                              |                                                              |                                                   |                                                   |                                                   |                                                   |  |  |                                          |                                          |                                          |                                          |                                          |                                          |  |  |                                        |                                        |                                        |                                        |                                        |                                        |  |  |                                           |                                           |                                           |                                           |                                           |                                           |  |  |                                                       |                                                       |                                                       |                                                       |                                                       |                                                       |
|                                               |                                               |                                               |                                               |                                               |                                               |                                       |                                       |                                                          |                                                          |                                                          |                                                          |                                                               |                                                               |                                                               |                                                               |                                                               |                                                               |                                                        |                                                        |                                                        |                                                        |                                         |                                         |                                                     |                                                     |                                                     |                                                     |                                                      |                                                      |                                                      |                                                      |                                                                |                                                                |                                                                |                                                                |                                                                  |                                                                  |                                                                  |                                                                  |                                                                                   |                                                                                   |                                                                                   |                                                                                   |                                                                                   |                                                                                   |                                                              |                                                              |                                                              |                                                              |                                                   |                                                   |                                                   |                                                   |  |  |                                          |                                          |                                          |                                          |                                          |                                          |  |  |                                        |                                        |                                        |                                        |                                        |                                        |  |  |                                           |                                           |                                           |                                           |                                           |                                           |  |  |                                                       |                                                       |                                                       |                                                       |                                                       |                                                       |
|                                               |                                               |                                               |                                               |                                               |                                               |                                       |                                       |                                                          |                                                          |                                                          |                                                          |                                                               |                                                               |                                                               |                                                               |                                                               |                                                               |                                                        |                                                        |                                                        |                                                        |                                         |                                         |                                                     |                                                     |                                                     |                                                     |                                                      |                                                      |                                                      |                                                      |                                                                |                                                                |                                                                |                                                                |                                                                  |                                                                  |                                                                  |                                                                  |                                                                                   |                                                                                   |                                                                                   |                                                                                   |                                                                                   |                                                                                   |                                                              |                                                              |                                                              |                                                              |                                                   |                                                   |                                                   |                                                   |  |  |                                          |                                          |                                          |                                          |                                          |                                          |  |  |                                        |                                        |                                        |                                        |                                        |                                        |  |  |                                           |                                           |                                           |                                           |                                           |                                           |  |  |                                                       |                                                       |                                                       |                                                       |                                                       |                                                       |
| I. Gertruda z Cronbergu † 1438                | I. Gertruda z Cronbergu † 1438                | I. Gertruda z Cronbergu † 1438                | I. Gertruda z Cronbergu † 1438                | I. Gertruda z Cronbergu † 1438                | I. Gertruda z Cronbergu † 1438                |                                       |                                       | Michael II. ze Schwrarzenbergu † 1469 STEFANBERSKÁ LINIE | Michael II. ze Schwrarzenbergu † 1469 STEFANBERSKÁ LINIE | Michael II. ze Schwrarzenbergu † 1469 STEFANBERSKÁ LINIE | Michael II. ze Schwrarzenbergu † 1469 STEFANBERSKÁ LINIE | Michael II. ze Schwrarzenbergu † 1469 STEFANBERSKÁ LINIE      | Michael II. ze Schwrarzenbergu † 1469 STEFANBERSKÁ LINIE      |                                                               |                                                               | II. Ursula Frankengrüner † asi 1484                           | II. Ursula Frankengrüner † asi 1484                           | II. Ursula Frankengrüner † asi 1484                    | II. Ursula Frankengrüner † asi 1484                    | II. Ursula Frankengrüner † asi 1484                    | II. Ursula Frankengrüner † asi 1484                    |                                         |                                         | Oldřich (Ulrich) ze Seinsheimu † 1456               | Oldřich (Ulrich) ze Seinsheimu † 1456               | Oldřich (Ulrich) ze Seinsheimu † 1456               | Oldřich (Ulrich) ze Seinsheimu † 1456               | Oldřich (Ulrich) ze Seinsheimu † 1456                | Oldřich (Ulrich) ze Seinsheimu † 1456                |                                                      |                                                      | I. Markéta z Dürwangenu † 1459                                 | I. Markéta z Dürwangenu † 1459                                 | I. Markéta z Dürwangenu † 1459                                 | I. Markéta z Dürwangenu † 1459                                 | I. Markéta z Dürwangenu † 1459                                   | I. Markéta z Dürwangenu † 1459                                   |                                                                  |                                                                  | Zikmund I. ze Schwarzenbergu na Hohenlandsbergu 1430–1502 HOHENLANDS-BERSKÁ LINIE | Zikmund I. ze Schwarzenbergu na Hohenlandsbergu 1430–1502 HOHENLANDS-BERSKÁ LINIE | Zikmund I. ze Schwarzenbergu na Hohenlandsbergu 1430–1502 HOHENLANDS-BERSKÁ LINIE | Zikmund I. ze Schwarzenbergu na Hohenlandsbergu 1430–1502 HOHENLANDS-BERSKÁ LINIE | Zikmund I. ze Schwarzenbergu na Hohenlandsbergu 1430–1502 HOHENLANDS-BERSKÁ LINIE | Zikmund I. ze Schwarzenbergu na Hohenlandsbergu 1430–1502 HOHENLANDS-BERSKÁ LINIE |                                                              |                                                              | II. Eva z Erbachu † 1489                                     | II. Eva z Erbachu † 1489                                     | II. Eva z Erbachu † 1489                          | II. Eva z Erbachu † 1489                          | II. Eva z Erbachu † 1489                          | II. Eva z Erbachu † 1489                          |  |  |                                          |                                          |                                          |                                          |                                          |                                          |  |  |                                        |                                        |                                        |                                        |                                        |                                        |  |  |                                           |                                           |                                           |                                           |                                           |                                           |  |  |                                                       |                                                       |                                                       |                                                       |                                                       |                                                       |
| I. Gertruda z Cronbergu † 1438                | I. Gertruda z Cronbergu † 1438                | I. Gertruda z Cronbergu † 1438                | I. Gertruda z Cronbergu † 1438                | I. Gertruda z Cronbergu † 1438                | I. Gertruda z Cronbergu † 1438                |                                       |                                       | Michael II. ze Schwrarzenbergu † 1469 STEFANBERSKÁ LINIE | Michael II. ze Schwrarzenbergu † 1469 STEFANBERSKÁ LINIE | Michael II. ze Schwrarzenbergu † 1469 STEFANBERSKÁ LINIE | Michael II. ze Schwrarzenbergu † 1469 STEFANBERSKÁ LINIE | Michael II. ze Schwrarzenbergu † 1469 STEFANBERSKÁ LINIE      | Michael II. ze Schwrarzenbergu † 1469 STEFANBERSKÁ LINIE      |                                                               |                                                               | II. Ursula Frankengrüner † asi 1484                           | II. Ursula Frankengrüner † asi 1484                           | II. Ursula Frankengrüner † asi 1484                    | II. Ursula Frankengrüner † asi 1484                    | II. Ursula Frankengrüner † asi 1484                    | II. Ursula Frankengrüner † asi 1484                    |                                         |                                         | Oldřich (Ulrich) ze Seinsheimu † 1456               | Oldřich (Ulrich) ze Seinsheimu † 1456               | Oldřich (Ulrich) ze Seinsheimu † 1456               | Oldřich (Ulrich) ze Seinsheimu † 1456               | Oldřich (Ulrich) ze Seinsheimu † 1456                | Oldřich (Ulrich) ze Seinsheimu † 1456                |                                                      |                                                      | I. Markéta z Dürwangenu † 1459                                 | I. Markéta z Dürwangenu † 1459                                 | I. Markéta z Dürwangenu † 1459                                 | I. Markéta z Dürwangenu † 1459                                 | I. Markéta z Dürwangenu † 1459                                   | I. Markéta z Dürwangenu † 1459                                   |                                                                  |                                                                  | Zikmund I. ze Schwarzenbergu na Hohenlandsbergu 1430–1502 HOHENLANDS-BERSKÁ LINIE | Zikmund I. ze Schwarzenbergu na Hohenlandsbergu 1430–1502 HOHENLANDS-BERSKÁ LINIE | Zikmund I. ze Schwarzenbergu na Hohenlandsbergu 1430–1502 HOHENLANDS-BERSKÁ LINIE | Zikmund I. ze Schwarzenbergu na Hohenlandsbergu 1430–1502 HOHENLANDS-BERSKÁ LINIE | Zikmund I. ze Schwarzenbergu na Hohenlandsbergu 1430–1502 HOHENLANDS-BERSKÁ LINIE | Zikmund I. ze Schwarzenbergu na Hohenlandsbergu 1430–1502 HOHENLANDS-BERSKÁ LINIE |                                                              |                                                              | II. Eva z Erbachu † 1489                                     | II. Eva z Erbachu † 1489                                     | II. Eva z Erbachu † 1489                          | II. Eva z Erbachu † 1489                          | II. Eva z Erbachu † 1489                          | II. Eva z Erbachu † 1489                          |  |  |                                          |                                          |                                          |                                          |                                          |                                          |  |  |                                        |                                        |                                        |                                        |                                        |                                        |  |  |                                           |                                           |                                           |                                           |                                           |                                           |  |  |                                                       |                                                       |                                                       |                                                       |                                                       |                                                       |
|                                               |                                               |                                               |                                               |                                               |                                               |                                       |                                       |                                                          |                                                          |                                                          |                                                          |                                                               |                                                               |                                                               |                                                               |                                                               |                                                               |                                                        |                                                        |                                                        |                                                        |                                         |                                         |                                                     |                                                     |                                                     |                                                     |                                                      |                                                      |                                                      |                                                      |                                                                |                                                                |                                                                |                                                                |                                                                  |                                                                  |                                                                  |                                                                  |                                                                                   |                                                                                   |                                                                                   |                                                                                   |                                                                                   |                                                                                   |                                                              |                                                              |                                                              |                                                              |                                                   |                                                   |                                                   |                                                   |  |  |                                          |                                          |                                          |                                          |                                          |                                          |  |  |                                        |                                        |                                        |                                        |                                        |                                        |  |  |                                           |                                           |                                           |                                           |                                           |                                           |  |  |                                                       |                                                       |                                                       |                                                       |                                                       |                                                       |
|                                               |                                               |                                               |                                               |                                               |                                               |                                       |                                       |                                                          |                                                          |                                                          |                                                          |                                                               |                                                               |                                                               |                                                               |                                                               |                                                               |                                                        |                                                        |                                                        |                                                        |                                         |                                         |                                                     |                                                     |                                                     |                                                     |                                                      |                                                      |                                                      |                                                      |                                                                |                                                                |                                                                |                                                                |                                                                  |                                                                  |                                                                  |                                                                  |                                                                                   |                                                                                   |                                                                                   |                                                                                   |                                                                                   |                                                                                   |                                                              |                                                              |                                                              |                                                              |                                                   |                                                   |                                                   |                                                   |  |  |                                          |                                          |                                          |                                          |                                          |                                          |  |  |                                        |                                        |                                        |                                        |                                        |                                        |  |  |                                           |                                           |                                           |                                           |                                           |                                           |  |  |                                                       |                                                       |                                                       |                                                       |                                                       |                                                       |
| Michael III. ze Schwarzenbergu † 1499         | Michael III. ze Schwarzenbergu † 1499         | Michael III. ze Schwarzenbergu † 1499         | Michael III. ze Schwarzenbergu † 1499         | Michael III. ze Schwarzenbergu † 1499         | Michael III. ze Schwarzenbergu † 1499         |                                       |                                       | Markéta z Huttenu † 1503                                 | Markéta z Huttenu † 1503                                 | Markéta z Huttenu † 1503                                 | Markéta z Huttenu † 1503                                 | Markéta z Huttenu † 1503                                      | Markéta z Huttenu † 1503                                      |                                                               |                                                               | Anna ze Seinsheimu † asi 1459                                 | Anna ze Seinsheimu † asi 1459                                 | Anna ze Seinsheimu † asi 1459                          | Anna ze Seinsheimu † asi 1459                          | Anna ze Seinsheimu † asi 1459                          | Anna ze Seinsheimu † asi 1459                          |                                         |                                         | Petr I. Holický ze Šternberka † asi 1454            | Petr I. Holický ze Šternberka † asi 1454            | Petr I. Holický ze Šternberka † asi 1454            | Petr I. Holický ze Šternberka † asi 1454            | Petr I. Holický ze Šternberka † asi 1454             | Petr I. Holický ze Šternberka † asi 1454             |                                                      |                                                      |                                                                |                                                                |                                                                |                                                                | Kunhuta z Rienecku 1469–1502                                     | Kunhuta z Rienecku 1469–1502                                     | Kunhuta z Rienecku 1469–1502                                     | Kunhuta z Rienecku 1469–1502                                     | Kunhuta z Rienecku 1469–1502                                                      | Kunhuta z Rienecku 1469–1502                                                      |                                                                                   |                                                                                   | Jan II. Silný ze Schwarzenbergu na Hohenlandsbergu 1463–1528                      | Jan II. Silný ze Schwarzenbergu na Hohenlandsbergu 1463–1528                      | Jan II. Silný ze Schwarzenbergu na Hohenlandsbergu 1463–1528 | Jan II. Silný ze Schwarzenbergu na Hohenlandsbergu 1463–1528 | Jan II. Silný ze Schwarzenbergu na Hohenlandsbergu 1463–1528 | Jan II. Silný ze Schwarzenbergu na Hohenlandsbergu 1463–1528 |                                                   |                                                   |                                                   |                                                   |  |  |                                          |                                          |                                          |                                          |                                          |                                          |  |  |                                        |                                        |                                        |                                        |                                        |                                        |  |  |                                           |                                           |                                           |                                           |                                           |                                           |  |  |                                                       |                                                       |                                                       |                                                       |                                                       |                                                       |
| Michael III. ze Schwarzenbergu † 1499         | Michael III. ze Schwarzenbergu † 1499         | Michael III. ze Schwarzenbergu † 1499         | Michael III. ze Schwarzenbergu † 1499         | Michael III. ze Schwarzenbergu † 1499         | Michael III. ze Schwarzenbergu † 1499         |                                       |                                       | Markéta z Huttenu † 1503                                 | Markéta z Huttenu † 1503                                 | Markéta z Huttenu † 1503                                 | Markéta z Huttenu † 1503                                 | Markéta z Huttenu † 1503                                      | Markéta z Huttenu † 1503                                      |                                                               |                                                               | Anna ze Seinsheimu † asi 1459                                 | Anna ze Seinsheimu † asi 1459                                 | Anna ze Seinsheimu † asi 1459                          | Anna ze Seinsheimu † asi 1459                          | Anna ze Seinsheimu † asi 1459                          | Anna ze Seinsheimu † asi 1459                          |                                         |                                         | Petr I. Holický ze Šternberka † asi 1454            | Petr I. Holický ze Šternberka † asi 1454            | Petr I. Holický ze Šternberka † asi 1454            | Petr I. Holický ze Šternberka † asi 1454            | Petr I. Holický ze Šternberka † asi 1454             | Petr I. Holický ze Šternberka † asi 1454             |                                                      |                                                      |                                                                |                                                                |                                                                |                                                                | Kunhuta z Rienecku 1469–1502                                     | Kunhuta z Rienecku 1469–1502                                     | Kunhuta z Rienecku 1469–1502                                     | Kunhuta z Rienecku 1469–1502                                     | Kunhuta z Rienecku 1469–1502                                                      | Kunhuta z Rienecku 1469–1502                                                      |                                                                                   |                                                                                   | Jan II. Silný ze Schwarzenbergu na Hohenlandsbergu 1463–1528                      | Jan II. Silný ze Schwarzenbergu na Hohenlandsbergu 1463–1528                      | Jan II. Silný ze Schwarzenbergu na Hohenlandsbergu 1463–1528 | Jan II. Silný ze Schwarzenbergu na Hohenlandsbergu 1463–1528 | Jan II. Silný ze Schwarzenbergu na Hohenlandsbergu 1463–1528 | Jan II. Silný ze Schwarzenbergu na Hohenlandsbergu 1463–1528 |                                                   |                                                   |                                                   |                                                   |  |  |                                          |                                          |                                          |                                          |                                          |                                          |  |  |                                        |                                        |                                        |                                        |                                        |                                        |  |  |                                           |                                           |                                           |                                           |                                           |                                           |  |  |                                                       |                                                       |                                                       |                                                       |                                                       |                                                       |
|                                               |                                               |                                               |                                               |                                               |                                               |                                       |                                       |                                                          |                                                          |                                                          |                                                          |                                                               |                                                               |                                                               |                                                               |                                                               |                                                               |                                                        |                                                        |                                                        |                                                        |                                         |                                         |                                                     |                                                     |                                                     |                                                     |                                                      |                                                      |                                                      |                                                      |                                                                |                                                                |                                                                |                                                                |                                                                  |                                                                  |                                                                  |                                                                  |                                                                                   |                                                                                   |                                                                                   |                                                                                   |                                                                                   |                                                                                   |                                                              |                                                              |                                                              |                                                              |                                                   |                                                   |                                                   |                                                   |  |  |                                          |                                          |                                          |                                          |                                          |                                          |  |  |                                        |                                        |                                        |                                        |                                        |                                        |  |  |                                           |                                           |                                           |                                           |                                           |                                           |  |  |                                                       |                                                       |                                                       |                                                       |                                                       |                                                       |
|                                               |                                               |                                               |                                               |                                               |                                               |                                       |                                       |                                                          |                                                          |                                                          |                                                          |                                                               |                                                               |                                                               |                                                               |                                                               |                                                               |                                                        |                                                        |                                                        |                                                        |                                         |                                         |                                                     |                                                     |                                                     |                                                     |                                                      |                                                      |                                                      |                                                      |                                                                |                                                                |                                                                |                                                                |                                                                  |                                                                  |                                                                  |                                                                  |                                                                                   |                                                                                   |                                                                                   |                                                                                   |                                                                                   |                                                                                   |                                                              |                                                              |                                                              |                                                              |                                                   |                                                   |                                                   |                                                   |  |  |                                          |                                          |                                          |                                          |                                          |                                          |  |  |                                        |                                        |                                        |                                        |                                        |                                        |  |  |                                           |                                           |                                           |                                           |                                           |                                           |  |  |                                                       |                                                       |                                                       |                                                       |                                                       |                                                       |
|                                               |                                               |                                               |                                               | Erkinger II. ze Schwarzenbergu † 1518         | Erkinger II. ze Schwarzenbergu † 1518         | Erkinger II. ze Schwarzenbergu † 1518 | Erkinger II. ze Schwarzenbergu † 1518 | Erkinger II. ze Schwarzenbergu † 1518                    | Erkinger II. ze Schwarzenbergu † 1518                    |                                                          |                                                          | Apolonie von der Mark † 1540                                  | Apolonie von der Mark † 1540                                  | Apolonie von der Mark † 1540                                  | Apolonie von der Mark † 1540                                  | Apolonie von der Mark † 1540                                  | Apolonie von der Mark † 1540                                  |                                                        |                                                        |                                                        |                                                        |                                         |                                         |                                                     |                                                     |                                                     |                                                     |                                                      |                                                      |                                                      |                                                      | I. Eva z Montfortu 1494–1527                                   | I. Eva z Montfortu 1494–1527                                   | I. Eva z Montfortu 1494–1527                                   | I. Eva z Montfortu 1494–1527                                   | I. Eva z Montfortu 1494–1527                                     | I. Eva z Montfortu 1494–1527                                     |                                                                  |                                                                  | Kryštof I. ze Schwarzenbergu na Hohenlandsbergu 1488–1538                         | Kryštof I. ze Schwarzenbergu na Hohenlandsbergu 1488–1538                         | Kryštof I. ze Schwarzenbergu na Hohenlandsbergu 1488–1538                         | Kryštof I. ze Schwarzenbergu na Hohenlandsbergu 1488–1538                         | Kryštof I. ze Schwarzenbergu na Hohenlandsbergu 1488–1538                         | Kryštof I. ze Schwarzenbergu na Hohenlandsbergu 1488–1538                         |                                                              |                                                              | II. Scholastika Notthaftová z Wernbergu 1509–1589            | II. Scholastika Notthaftová z Wernbergu 1509–1589            | II. Scholastika Notthaftová z Wernbergu 1509–1589 | II. Scholastika Notthaftová z Wernbergu 1509–1589 | II. Scholastika Notthaftová z Wernbergu 1509–1589 | II. Scholastika Notthaftová z Wernbergu 1509–1589 |  |  |                                          |                                          |                                          |                                          |                                          |                                          |  |  |                                        |                                        |                                        |                                        |                                        |                                        |  |  |                                           |                                           |                                           |                                           |                                           |                                           |  |  |                                                       |                                                       |                                                       |                                                       |                                                       |                                                       |
|                                               |                                               |                                               |                                               | Erkinger II. ze Schwarzenbergu † 1518         | Erkinger II. ze Schwarzenbergu † 1518         | Erkinger II. ze Schwarzenbergu † 1518 | Erkinger II. ze Schwarzenbergu † 1518 | Erkinger II. ze Schwarzenbergu † 1518                    | Erkinger II. ze Schwarzenbergu † 1518                    |                                                          |                                                          | Apolonie von der Mark † 1540                                  | Apolonie von der Mark † 1540                                  | Apolonie von der Mark † 1540                                  | Apolonie von der Mark † 1540                                  | Apolonie von der Mark † 1540                                  | Apolonie von der Mark † 1540                                  |                                                        |                                                        |                                                        |                                                        |                                         |                                         |                                                     |                                                     |                                                     |                                                     |                                                      |                                                      |                                                      |                                                      | I. Eva z Montfortu 1494–1527                                   | I. Eva z Montfortu 1494–1527                                   | I. Eva z Montfortu 1494–1527                                   | I. Eva z Montfortu 1494–1527                                   | I. Eva z Montfortu 1494–1527                                     | I. Eva z Montfortu 1494–1527                                     |                                                                  |                                                                  | Kryštof I. ze Schwarzenbergu na Hohenlandsbergu 1488–1538                         | Kryštof I. ze Schwarzenbergu na Hohenlandsbergu 1488–1538                         | Kryštof I. ze Schwarzenbergu na Hohenlandsbergu 1488–1538                         | Kryštof I. ze Schwarzenbergu na Hohenlandsbergu 1488–1538                         | Kryštof I. ze Schwarzenbergu na Hohenlandsbergu 1488–1538                         | Kryštof I. ze Schwarzenbergu na Hohenlandsbergu 1488–1538                         |                                                              |                                                              | II. Scholastika Notthaftová z Wernbergu 1509–1589            | II. Scholastika Notthaftová z Wernbergu 1509–1589            | II. Scholastika Notthaftová z Wernbergu 1509–1589 | II. Scholastika Notthaftová z Wernbergu 1509–1589 | II. Scholastika Notthaftová z Wernbergu 1509–1589 | II. Scholastika Notthaftová z Wernbergu 1509–1589 |  |  |                                          |                                          |                                          |                                          |                                          |                                          |  |  |                                        |                                        |                                        |                                        |                                        |                                        |  |  |                                           |                                           |                                           |                                           |                                           |                                           |  |  |                                                       |                                                       |                                                       |                                                       |                                                       |                                                       |
|                                               |                                               |                                               |                                               |                                               |                                               |                                       |                                       |                                                          |                                                          |                                                          |                                                          |                                                               |                                                               |                                                               |                                                               |                                                               |                                                               |                                                        |                                                        |                                                        |                                                        |                                         |                                         |                                                     |                                                     |                                                     |                                                     |                                                      |                                                      |                                                      |                                                      |                                                                |                                                                |                                                                |                                                                |                                                                  |                                                                  |                                                                  |                                                                  |                                                                                   |                                                                                   |                                                                                   |                                                                                   |                                                                                   |                                                                                   |                                                              |                                                              |                                                              |                                                              |                                                   |                                                   |                                                   |                                                   |  |  |                                          |                                          |                                          |                                          |                                          |                                          |  |  |                                        |                                        |                                        |                                        |                                        |                                        |  |  |                                           |                                           |                                           |                                           |                                           |                                           |  |  |                                                       |                                                       |                                                       |                                                       |                                                       |                                                       |
|                                               |                                               |                                               |                                               |                                               |                                               |                                       |                                       |                                                          |                                                          |                                                          |                                                          |                                                               |                                                               |                                                               |                                                               |                                                               |                                                               |                                                        |                                                        |                                                        |                                                        |                                         |                                         |                                                     |                                                     |                                                     |                                                     |                                                      |                                                      |                                                      |                                                      |                                                                |                                                                |                                                                |                                                                |                                                                  |                                                                  |                                                                  |                                                                  |                                                                                   |                                                                                   |                                                                                   |                                                                                   |                                                                                   |                                                                                   |                                                              |                                                              |                                                              |                                                              |                                                   |                                                   |                                                   |                                                   |  |  |                                          |                                          |                                          |                                          |                                          |                                          |  |  |                                        |                                        |                                        |                                        |                                        |                                        |  |  |                                           |                                           |                                           |                                           |                                           |                                           |  |  |                                                       |                                                       |                                                       |                                                       |                                                       |                                                       |
| Kateřina Vilemína z Nesselrode † před 1567    | Kateřina Vilemína z Nesselrode † před 1567    | Kateřina Vilemína z Nesselrode † před 1567    | Kateřina Vilemína z Nesselrode † před 1567    | Kateřina Vilemína z Nesselrode † před 1567    | Kateřina Vilemína z Nesselrode † před 1567    |                                       |                                       | Vilém I. ze Schwarzenbergu 1486–1526                     | Vilém I. ze Schwarzenbergu 1486–1526                     | Vilém I. ze Schwarzenbergu 1486–1526                     | Vilém I. ze Schwarzenbergu 1486–1526                     | Vilém I. ze Schwarzenbergu 1486–1526                          | Vilém I. ze Schwarzenbergu 1486–1526                          |                                                               |                                                               |                                                               |                                                               |                                                        |                                                        |                                                        |                                                        |                                         |                                         |                                                     |                                                     |                                                     |                                                     | Maria von Eck zu Randeck 1525–1570                   | Maria von Eck zu Randeck 1525–1570                   | Maria von Eck zu Randeck 1525–1570                   | Maria von Eck zu Randeck 1525–1570                   | Maria von Eck zu Randeck 1525–1570                             | Maria von Eck zu Randeck 1525–1570                             |                                                                |                                                                | Vilém ze Schwarzenbergu na Hohenlandsbergu 1511–1552             | Vilém ze Schwarzenbergu na Hohenlandsbergu 1511–1552             | Vilém ze Schwarzenbergu na Hohenlandsbergu 1511–1552             | Vilém ze Schwarzenbergu na Hohenlandsbergu 1511–1552             | Vilém ze Schwarzenbergu na Hohenlandsbergu 1511–1552                              | Vilém ze Schwarzenbergu na Hohenlandsbergu 1511–1552                              |                                                                                   |                                                                                   |                                                                                   |                                                                                   |                                                              |                                                              |                                                              |                                                              |                                                   |                                                   |                                                   |                                                   |  |  |                                          |                                          |                                          |                                          |                                          |                                          |  |  |                                        |                                        |                                        |                                        |                                        |                                        |  |  |                                           |                                           |                                           |                                           |                                           |                                           |  |  |                                                       |                                                       |                                                       |                                                       |                                                       |                                                       |
| Kateřina Vilemína z Nesselrode † před 1567    | Kateřina Vilemína z Nesselrode † před 1567    | Kateřina Vilemína z Nesselrode † před 1567    | Kateřina Vilemína z Nesselrode † před 1567    | Kateřina Vilemína z Nesselrode † před 1567    | Kateřina Vilemína z Nesselrode † před 1567    |                                       |                                       | Vilém I. ze Schwarzenbergu 1486–1526                     | Vilém I. ze Schwarzenbergu 1486–1526                     | Vilém I. ze Schwarzenbergu 1486–1526                     | Vilém I. ze Schwarzenbergu 1486–1526                     | Vilém I. ze Schwarzenbergu 1486–1526                          | Vilém I. ze Schwarzenbergu 1486–1526                          |                                                               |                                                               |                                                               |                                                               |                                                        |                                                        |                                                        |                                                        |                                         |                                         |                                                     |                                                     |                                                     |                                                     | Maria von Eck zu Randeck 1525–1570                   | Maria von Eck zu Randeck 1525–1570                   | Maria von Eck zu Randeck 1525–1570                   | Maria von Eck zu Randeck 1525–1570                   | Maria von Eck zu Randeck 1525–1570                             | Maria von Eck zu Randeck 1525–1570                             |                                                                |                                                                | Vilém ze Schwarzenbergu na Hohenlandsbergu 1511–1552             | Vilém ze Schwarzenbergu na Hohenlandsbergu 1511–1552             | Vilém ze Schwarzenbergu na Hohenlandsbergu 1511–1552             | Vilém ze Schwarzenbergu na Hohenlandsbergu 1511–1552             | Vilém ze Schwarzenbergu na Hohenlandsbergu 1511–1552                              | Vilém ze Schwarzenbergu na Hohenlandsbergu 1511–1552                              |                                                                                   |                                                                                   |                                                                                   |                                                                                   |                                                              |                                                              |                                                              |                                                              |                                                   |                                                   |                                                   |                                                   |  |  |                                          |                                          |                                          |                                          |                                          |                                          |  |  |                                        |                                        |                                        |                                        |                                        |                                        |  |  |                                           |                                           |                                           |                                           |                                           |                                           |  |  |                                                       |                                                       |                                                       |                                                       |                                                       |                                                       |
|                                               |                                               |                                               |                                               |                                               |                                               |                                       |                                       |                                                          |                                                          |                                                          |                                                          |                                                               |                                                               |                                                               |                                                               |                                                               |                                                               |                                                        |                                                        |                                                        |                                                        |                                         |                                         |                                                     |                                                     |                                                     |                                                     |                                                      |                                                      |                                                      |                                                      |                                                                |                                                                |                                                                |                                                                |                                                                  |                                                                  |                                                                  |                                                                  |                                                                                   |                                                                                   |                                                                                   |                                                                                   |                                                                                   |                                                                                   |                                                              |                                                              |                                                              |                                                              |                                                   |                                                   |                                                   |                                                   |  |  |                                          |                                          |                                          |                                          |                                          |                                          |  |  |                                        |                                        |                                        |                                        |                                        |                                        |  |  |                                           |                                           |                                           |                                           |                                           |                                           |  |  |                                                       |                                                       |                                                       |                                                       |                                                       |                                                       |
|                                               |                                               |                                               |                                               |                                               |                                               |                                       |                                       |                                                          |                                                          |                                                          |                                                          |                                                               |                                                               |                                                               |                                                               |                                                               |                                                               |                                                        |                                                        |                                                        |                                                        |                                         |                                         |                                                     |                                                     |                                                     |                                                     |                                                      |                                                      |                                                      |                                                      |                                                                |                                                                |                                                                |                                                                |                                                                  |                                                                  |                                                                  |                                                                  |                                                                                   |                                                                                   |                                                                                   |                                                                                   |                                                                                   |                                                                                   |                                                              |                                                              |                                                              |                                                              |                                                   |                                                   |                                                   |                                                   |  |  |                                          |                                          |                                          |                                          |                                          |                                          |  |  |                                        |                                        |                                        |                                        |                                        |                                        |  |  |                                           |                                           |                                           |                                           |                                           |                                           |  |  |                                                       |                                                       |                                                       |                                                       |                                                       |                                                       |
|                                               |                                               |                                               |                                               | Vilém II. ze Schwarzenbergu † 1557            | Vilém II. ze Schwarzenbergu † 1557            | Vilém II. ze Schwarzenbergu † 1557    | Vilém II. ze Schwarzenbergu † 1557    | Vilém II. ze Schwarzenbergu † 1557                       | Vilém II. ze Schwarzenbergu † 1557                       |                                                          |                                                          | Anna von der Harff-Alsdorf † 1584                             | Anna von der Harff-Alsdorf † 1584                             | Anna von der Harff-Alsdorf † 1584                             | Anna von der Harff-Alsdorf † 1584                             | Anna von der Harff-Alsdorf † 1584                             | Anna von der Harff-Alsdorf † 1584                             |                                                        |                                                        |                                                        |                                                        |                                         |                                         |                                                     |                                                     |                                                     |                                                     |                                                      |                                                      |                                                      |                                                      | Kryštof II. ze Schwarzenbergu na Hohenlandsbergu 1550–1596     | Kryštof II. ze Schwarzenbergu na Hohenlandsbergu 1550–1596     | Kryštof II. ze Schwarzenbergu na Hohenlandsbergu 1550–1596     | Kryštof II. ze Schwarzenbergu na Hohenlandsbergu 1550–1596     | Kryštof II. ze Schwarzenbergu na Hohenlandsbergu 1550–1596       | Kryštof II. ze Schwarzenbergu na Hohenlandsbergu 1550–1596       |                                                                  |                                                                  | Anna Kärgl zu Fürth 1553–1622                                                     | Anna Kärgl zu Fürth 1553–1622                                                     | Anna Kärgl zu Fürth 1553–1622                                                     | Anna Kärgl zu Fürth 1553–1622                                                     | Anna Kärgl zu Fürth 1553–1622                                                     | Anna Kärgl zu Fürth 1553–1622                                                     |                                                              |                                                              |                                                              |                                                              |                                                   |                                                   |                                                   |                                                   |  |  |                                          |                                          |                                          |                                          |                                          |                                          |  |  |                                        |                                        |                                        |                                        |                                        |                                        |  |  |                                           |                                           |                                           |                                           |                                           |                                           |  |  |                                                       |                                                       |                                                       |                                                       |                                                       |                                                       |
|                                               |                                               |                                               |                                               | Vilém II. ze Schwarzenbergu † 1557            | Vilém II. ze Schwarzenbergu † 1557            | Vilém II. ze Schwarzenbergu † 1557    | Vilém II. ze Schwarzenbergu † 1557    | Vilém II. ze Schwarzenbergu † 1557                       | Vilém II. ze Schwarzenbergu † 1557                       |                                                          |                                                          | Anna von der Harff-Alsdorf † 1584                             | Anna von der Harff-Alsdorf † 1584                             | Anna von der Harff-Alsdorf † 1584                             | Anna von der Harff-Alsdorf † 1584                             | Anna von der Harff-Alsdorf † 1584                             | Anna von der Harff-Alsdorf † 1584                             |                                                        |                                                        |                                                        |                                                        |                                         |                                         |                                                     |                                                     |                                                     |                                                     |                                                      |                                                      |                                                      |                                                      | Kryštof II. ze Schwarzenbergu na Hohenlandsbergu 1550–1596     | Kryštof II. ze Schwarzenbergu na Hohenlandsbergu 1550–1596     | Kryštof II. ze Schwarzenbergu na Hohenlandsbergu 1550–1596     | Kryštof II. ze Schwarzenbergu na Hohenlandsbergu 1550–1596     | Kryštof II. ze Schwarzenbergu na Hohenlandsbergu 1550–1596       | Kryštof II. ze Schwarzenbergu na Hohenlandsbergu 1550–1596       |                                                                  |                                                                  | Anna Kärgl zu Fürth 1553–1622                                                     | Anna Kärgl zu Fürth 1553–1622                                                     | Anna Kärgl zu Fürth 1553–1622                                                     | Anna Kärgl zu Fürth 1553–1622                                                     | Anna Kärgl zu Fürth 1553–1622                                                     | Anna Kärgl zu Fürth 1553–1622                                                     |                                                              |                                                              |                                                              |                                                              |                                                   |                                                   |                                                   |                                                   |  |  |                                          |                                          |                                          |                                          |                                          |                                          |  |  |                                        |                                        |                                        |                                        |                                        |                                        |  |  |                                           |                                           |                                           |                                           |                                           |                                           |  |  |                                                       |                                                       |                                                       |                                                       |                                                       |                                                       |
|                                               |                                               |                                               |                                               |                                               |                                               |                                       |                                       |                                                          |                                                          |                                                          |                                                          |                                                               |                                                               |                                                               |                                                               |                                                               |                                                               |                                                        |                                                        |                                                        |                                                        |                                         |                                         |                                                     |                                                     |                                                     |                                                     |                                                      |                                                      |                                                      |                                                      |                                                                |                                                                |                                                                |                                                                |                                                                  |                                                                  |                                                                  |                                                                  |                                                                                   |                                                                                   |                                                                                   |                                                                                   |                                                                                   |                                                                                   |                                                              |                                                              |                                                              |                                                              |                                                   |                                                   |                                                   |                                                   |  |  |                                          |                                          |                                          |                                          |                                          |                                          |  |  |                                        |                                        |                                        |                                        |                                        |                                        |  |  |                                           |                                           |                                           |                                           |                                           |                                           |  |  |                                                       |                                                       |                                                       |                                                       |                                                       |                                                       |
|                                               |                                               |                                               |                                               |                                               |                                               |                                       |                                       |                                                          |                                                          |                                                          |                                                          |                                                               |                                                               |                                                               |                                                               |                                                               |                                                               |                                                        |                                                        |                                                        |                                                        |                                         |                                         |                                                     |                                                     |                                                     |                                                     |                                                      |                                                      |                                                      |                                                      |                                                                |                                                                |                                                                |                                                                |                                                                  |                                                                  |                                                                  |                                                                  |                                                                                   |                                                                                   |                                                                                   |                                                                                   |                                                                                   |                                                                                   |                                                              |                                                              |                                                              |                                                              |                                                   |                                                   |                                                   |                                                   |  |  |                                          |                                          |                                          |                                          |                                          |                                          |  |  |                                        |                                        |                                        |                                        |                                        |                                        |  |  |                                           |                                           |                                           |                                           |                                           |                                           |  |  |                                                       |                                                       |                                                       |                                                       |                                                       |                                                       |
| Markéta Alžběta Wolfová z Metternichu † 1624  | Markéta Alžběta Wolfová z Metternichu † 1624  | Markéta Alžběta Wolfová z Metternichu † 1624  | Markéta Alžběta Wolfová z Metternichu † 1624  | Markéta Alžběta Wolfová z Metternichu † 1624  | Markéta Alžběta Wolfová z Metternichu † 1624  |                                       |                                       | Adolf ze Schwarzenbergu, říšský hrabě 1551–1600          | Adolf ze Schwarzenbergu, říšský hrabě 1551–1600          | Adolf ze Schwarzenbergu, říšský hrabě 1551–1600          | Adolf ze Schwarzenbergu, říšský hrabě 1551–1600          | Adolf ze Schwarzenbergu, říšský hrabě 1551–1600               | Adolf ze Schwarzenbergu, říšský hrabě 1551–1600               |                                                               |                                                               |                                                               |                                                               |                                                        |                                                        |                                                        |                                                        |                                         |                                         |                                                     |                                                     |                                                     |                                                     | I. x623. Anna Neumannová z Wasserleonburgu 1535–1623 | I. x623. Anna Neumannová z Wasserleonburgu 1535–1623 | I. x623. Anna Neumannová z Wasserleonburgu 1535–1623 | I. x623. Anna Neumannová z Wasserleonburgu 1535–1623 | I. x623. Anna Neumannová z Wasserleonburgu 1535–1623           | I. x623. Anna Neumannová z Wasserleonburgu 1535–1623           |                                                                |                                                                | x646. Jiří Ludvík ze Schwarzenbergu na Hohenlandsbergu 1586–1646 | x646. Jiří Ludvík ze Schwarzenbergu na Hohenlandsbergu 1586–1646 | x646. Jiří Ludvík ze Schwarzenbergu na Hohenlandsbergu 1586–1646 | x646. Jiří Ludvík ze Schwarzenbergu na Hohenlandsbergu 1586–1646 | x646. Jiří Ludvík ze Schwarzenbergu na Hohenlandsbergu 1586–1646                  | x646. Jiří Ludvík ze Schwarzenbergu na Hohenlandsbergu 1586–1646                  |                                                                                   |                                                                                   | II. x651. Marie Alžběta ze Sulz-Klettgau asi 1587–1651                            | II. x651. Marie Alžběta ze Sulz-Klettgau asi 1587–1651                            | II. x651. Marie Alžběta ze Sulz-Klettgau asi 1587–1651       | II. x651. Marie Alžběta ze Sulz-Klettgau asi 1587–1651       | II. x651. Marie Alžběta ze Sulz-Klettgau asi 1587–1651       | II. x651. Marie Alžběta ze Sulz-Klettgau asi 1587–1651       |                                                   |                                                   |                                                   |                                                   |  |  |                                          |                                          |                                          |                                          |                                          |                                          |  |  |                                        |                                        |                                        |                                        |                                        |                                        |  |  |                                           |                                           |                                           |                                           |                                           |                                           |  |  |                                                       |                                                       |                                                       |                                                       |                                                       |                                                       |
| Markéta Alžběta Wolfová z Metternichu † 1624  | Markéta Alžběta Wolfová z Metternichu † 1624  | Markéta Alžběta Wolfová z Metternichu † 1624  | Markéta Alžběta Wolfová z Metternichu † 1624  | Markéta Alžběta Wolfová z Metternichu † 1624  | Markéta Alžběta Wolfová z Metternichu † 1624  |                                       |                                       | Adolf ze Schwarzenbergu, říšský hrabě 1551–1600          | Adolf ze Schwarzenbergu, říšský hrabě 1551–1600          | Adolf ze Schwarzenbergu, říšský hrabě 1551–1600          | Adolf ze Schwarzenbergu, říšský hrabě 1551–1600          | Adolf ze Schwarzenbergu, říšský hrabě 1551–1600               | Adolf ze Schwarzenbergu, říšský hrabě 1551–1600               |                                                               |                                                               |                                                               |                                                               |                                                        |                                                        |                                                        |                                                        |                                         |                                         |                                                     |                                                     |                                                     |                                                     | I. x623. Anna Neumannová z Wasserleonburgu 1535–1623 | I. x623. Anna Neumannová z Wasserleonburgu 1535–1623 | I. x623. Anna Neumannová z Wasserleonburgu 1535–1623 | I. x623. Anna Neumannová z Wasserleonburgu 1535–1623 | I. x623. Anna Neumannová z Wasserleonburgu 1535–1623           | I. x623. Anna Neumannová z Wasserleonburgu 1535–1623           |                                                                |                                                                | x646. Jiří Ludvík ze Schwarzenbergu na Hohenlandsbergu 1586–1646 | x646. Jiří Ludvík ze Schwarzenbergu na Hohenlandsbergu 1586–1646 | x646. Jiří Ludvík ze Schwarzenbergu na Hohenlandsbergu 1586–1646 | x646. Jiří Ludvík ze Schwarzenbergu na Hohenlandsbergu 1586–1646 | x646. Jiří Ludvík ze Schwarzenbergu na Hohenlandsbergu 1586–1646                  | x646. Jiří Ludvík ze Schwarzenbergu na Hohenlandsbergu 1586–1646                  |                                                                                   |                                                                                   | II. x651. Marie Alžběta ze Sulz-Klettgau asi 1587–1651                            | II. x651. Marie Alžběta ze Sulz-Klettgau asi 1587–1651                            | II. x651. Marie Alžběta ze Sulz-Klettgau asi 1587–1651       | II. x651. Marie Alžběta ze Sulz-Klettgau asi 1587–1651       | II. x651. Marie Alžběta ze Sulz-Klettgau asi 1587–1651       | II. x651. Marie Alžběta ze Sulz-Klettgau asi 1587–1651       |                                                   |                                                   |                                                   |                                                   |  |  |                                          |                                          |                                          |                                          |                                          |                                          |  |  |                                        |                                        |                                        |                                        |                                        |                                        |  |  |                                           |                                           |                                           |                                           |                                           |                                           |  |  |                                                       |                                                       |                                                       |                                                       |                                                       |                                                       |
|                                               |                                               |                                               |                                               |                                               |                                               |                                       |                                       |                                                          |                                                          |                                                          |                                                          |                                                               |                                                               |                                                               |                                                               |                                                               |                                                               |                                                        |                                                        |                                                        |                                                        |                                         |                                         |                                                     |                                                     |                                                     |                                                     |                                                      |                                                      |                                                      |                                                      |                                                                |                                                                |                                                                |                                                                |                                                                  |                                                                  |                                                                  |                                                                  |                                                                                   |                                                                                   |                                                                                   |                                                                                   |                                                                                   |                                                                                   |                                                              |                                                              |                                                              |                                                              |                                                   |                                                   |                                                   |                                                   |  |  |                                          |                                          |                                          |                                          |                                          |                                          |  |  |                                        |                                        |                                        |                                        |                                        |                                        |  |  |                                           |                                           |                                           |                                           |                                           |                                           |  |  |                                                       |                                                       |                                                       |                                                       |                                                       |                                                       |
|                                               |                                               |                                               |                                               |                                               |                                               |                                       |                                       |                                                          |                                                          |                                                          |                                                          |                                                               |                                                               |                                                               |                                                               |                                                               |                                                               |                                                        |                                                        |                                                        |                                                        |                                         |                                         |                                                     |                                                     |                                                     |                                                     |                                                      |                                                      |                                                      |                                                      |                                                                |                                                                |                                                                |                                                                |                                                                  |                                                                  |                                                                  |                                                                  |                                                                                   |                                                                                   |                                                                                   |                                                                                   |                                                                                   |                                                                                   |                                                              |                                                              |                                                              |                                                              |                                                   |                                                   |                                                   |                                                   |  |  |                                          |                                          |                                          |                                          |                                          |                                          |  |  |                                        |                                        |                                        |                                        |                                        |                                        |  |  |                                           |                                           |                                           |                                           |                                           |                                           |  |  |                                                       |                                                       |                                                       |                                                       |                                                       |                                                       |
|                                               |                                               |                                               |                                               | Adam ze Schwarzenbergu 1583–1641              | Adam ze Schwarzenbergu 1583–1641              | Adam ze Schwarzenbergu 1583–1641      | Adam ze Schwarzenbergu 1583–1641      | Adam ze Schwarzenbergu 1583–1641                         | Adam ze Schwarzenbergu 1583–1641                         |                                                          |                                                          | Markéta Hartrad von Pallant zu Larochette und Möstroff † 1615 | Markéta Hartrad von Pallant zu Larochette und Möstroff † 1615 | Markéta Hartrad von Pallant zu Larochette und Möstroff † 1615 | Markéta Hartrad von Pallant zu Larochette und Möstroff † 1615 | Markéta Hartrad von Pallant zu Larochette und Möstroff † 1615 | Markéta Hartrad von Pallant zu Larochette und Möstroff † 1615 |                                                        |                                                        |                                                        |                                                        |                                         |                                         |                                                     |                                                     |                                                     |                                                     |                                                      |                                                      |                                                      |                                                      | Ludvík Erkinger ze Schwarzenbergu 1626–1629                    | Ludvík Erkinger ze Schwarzenbergu 1626–1629                    | Ludvík Erkinger ze Schwarzenbergu 1626–1629                    | Ludvík Erkinger ze Schwarzenbergu 1626–1629                    | Ludvík Erkinger ze Schwarzenbergu 1626–1629                      | Ludvík Erkinger ze Schwarzenbergu 1626–1629                      |                                                                  |                                                                  | František Erkinger ze Schwarzenbergu 1630–1633                                    | František Erkinger ze Schwarzenbergu 1630–1633                                    | František Erkinger ze Schwarzenbergu 1630–1633                                    | František Erkinger ze Schwarzenbergu 1630–1633                                    | František Erkinger ze Schwarzenbergu 1630–1633                                    | František Erkinger ze Schwarzenbergu 1630–1633                                    |                                                              |                                                              |                                                              |                                                              |                                                   |                                                   |                                                   |                                                   |  |  |                                          |                                          |                                          |                                          |                                          |                                          |  |  |                                        |                                        |                                        |                                        |                                        |                                        |  |  |                                           |                                           |                                           |                                           |                                           |                                           |  |  |                                                       |                                                       |                                                       |                                                       |                                                       |                                                       |
|                                               |                                               |                                               |                                               | Adam ze Schwarzenbergu 1583–1641              | Adam ze Schwarzenbergu 1583–1641              | Adam ze Schwarzenbergu 1583–1641      | Adam ze Schwarzenbergu 1583–1641      | Adam ze Schwarzenbergu 1583–1641                         | Adam ze Schwarzenbergu 1583–1641                         |                                                          |                                                          | Markéta Hartrad von Pallant zu Larochette und Möstroff † 1615 | Markéta Hartrad von Pallant zu Larochette und Möstroff † 1615 | Markéta Hartrad von Pallant zu Larochette und Möstroff † 1615 | Markéta Hartrad von Pallant zu Larochette und Möstroff † 1615 | Markéta Hartrad von Pallant zu Larochette und Möstroff † 1615 | Markéta Hartrad von Pallant zu Larochette und Möstroff † 1615 |                                                        |                                                        |                                                        |                                                        |                                         |                                         |                                                     |                                                     |                                                     |                                                     |                                                      |                                                      |                                                      |                                                      | Ludvík Erkinger ze Schwarzenbergu 1626–1629                    | Ludvík Erkinger ze Schwarzenbergu 1626–1629                    | Ludvík Erkinger ze Schwarzenbergu 1626–1629                    | Ludvík Erkinger ze Schwarzenbergu 1626–1629                    | Ludvík Erkinger ze Schwarzenbergu 1626–1629                      | Ludvík Erkinger ze Schwarzenbergu 1626–1629                      |                                                                  |                                                                  | František Erkinger ze Schwarzenbergu 1630–1633                                    | František Erkinger ze Schwarzenbergu 1630–1633                                    | František Erkinger ze Schwarzenbergu 1630–1633                                    | František Erkinger ze Schwarzenbergu 1630–1633                                    | František Erkinger ze Schwarzenbergu 1630–1633                                    | František Erkinger ze Schwarzenbergu 1630–1633                                    |                                                              |                                                              |                                                              |                                                              |                                                   |                                                   |                                                   |                                                   |  |  |                                          |                                          |                                          |                                          |                                          |                                          |  |  |                                        |                                        |                                        |                                        |                                        |                                        |  |  |                                           |                                           |                                           |                                           |                                           |                                           |  |  |                                                       |                                                       |                                                       |                                                       |                                                       |                                                       |
|                                               |                                               |                                               |                                               |                                               |                                               |                                       |                                       |                                                          |                                                          |                                                          |                                                          |                                                               |                                                               |                                                               |                                                               |                                                               |                                                               |                                                        |                                                        |                                                        |                                                        |                                         |                                         |                                                     |                                                     |                                                     |                                                     |                                                      |                                                      |                                                      |                                                      |                                                                |                                                                |                                                                |                                                                |                                                                  |                                                                  |                                                                  |                                                                  |                                                                                   |                                                                                   |                                                                                   |                                                                                   |                                                                                   |                                                                                   |                                                              |                                                              |                                                              |                                                              |                                                   |                                                   |                                                   |                                                   |  |  |                                          |                                          |                                          |                                          |                                          |                                          |  |  |                                        |                                        |                                        |                                        |                                        |                                        |  |  |                                           |                                           |                                           |                                           |                                           |                                           |  |  |                                                       |                                                       |                                                       |                                                       |                                                       |                                                       |
|                                               |                                               |                                               |                                               |                                               |                                               |                                       |                                       |                                                          |                                                          |                                                          |                                                          |                                                               |                                                               |                                                               |                                                               |                                                               |                                                               |                                                        |                                                        |                                                        |                                                        |                                         |                                         |                                                     |                                                     |                                                     |                                                     |                                                      |                                                      |                                                      |                                                      |                                                                |                                                                |                                                                |                                                                |                                                                  |                                                                  |                                                                  |                                                                  |                                                                                   |                                                                                   |                                                                                   |                                                                                   |                                                                                   |                                                                                   |                                                              |                                                              |                                                              |                                                              |                                                   |                                                   |                                                   |                                                   |  |  |                                          |                                          |                                          |                                          |                                          |                                          |  |  |                                        |                                        |                                        |                                        |                                        |                                        |  |  |                                           |                                           |                                           |                                           |                                           |                                           |  |  |                                                       |                                                       |                                                       |                                                       |                                                       |                                                       |
| František Hartrad ze Schwarzenbergu 1614–1636 | František Hartrad ze Schwarzenbergu 1614–1636 | František Hartrad ze Schwarzenbergu 1614–1636 | František Hartrad ze Schwarzenbergu 1614–1636 | František Hartrad ze Schwarzenbergu 1614–1636 | František Hartrad ze Schwarzenbergu 1614–1636 |                                       |                                       | Jan Adolf I. ze Schwarzenbergu, 1. kníže 1615–1683       | Jan Adolf I. ze Schwarzenbergu, 1. kníže 1615–1683       | Jan Adolf I. ze Schwarzenbergu, 1. kníže 1615–1683       | Jan Adolf I. ze Schwarzenbergu, 1. kníže 1615–1683       | Jan Adolf I. ze Schwarzenbergu, 1. kníže 1615–1683            | Jan Adolf I. ze Schwarzenbergu, 1. kníže 1615–1683            |                                                               |                                                               | Marie Justina ze Starhembergu 1608–1681                       | Marie Justina ze Starhembergu 1608–1681                       | Marie Justina ze Starhembergu 1608–1681                | Marie Justina ze Starhembergu 1608–1681                | Marie Justina ze Starhembergu 1608–1681                | Marie Justina ze Starhembergu 1608–1681                |                                         |                                         |                                                     |                                                     |                                                     |                                                     |                                                      |                                                      |                                                      |                                                      |                                                                |                                                                |                                                                |                                                                |                                                                  |                                                                  |                                                                  |                                                                  |                                                                                   |                                                                                   |                                                                                   |                                                                                   |                                                                                   |                                                                                   |                                                              |                                                              |                                                              |                                                              |                                                   |                                                   |                                                   |                                                   |  |  |                                          |                                          |                                          |                                          |                                          |                                          |  |  |                                        |                                        |                                        |                                        |                                        |                                        |  |  |                                           |                                           |                                           |                                           |                                           |                                           |  |  |                                                       |                                                       |                                                       |                                                       |                                                       |                                                       |
| František Hartrad ze Schwarzenbergu 1614–1636 | František Hartrad ze Schwarzenbergu 1614–1636 | František Hartrad ze Schwarzenbergu 1614–1636 | František Hartrad ze Schwarzenbergu 1614–1636 | František Hartrad ze Schwarzenbergu 1614–1636 | František Hartrad ze Schwarzenbergu 1614–1636 |                                       |                                       | Jan Adolf I. ze Schwarzenbergu, 1. kníže 1615–1683       | Jan Adolf I. ze Schwarzenbergu, 1. kníže 1615–1683       | Jan Adolf I. ze Schwarzenbergu, 1. kníže 1615–1683       | Jan Adolf I. ze Schwarzenbergu, 1. kníže 1615–1683       | Jan Adolf I. ze Schwarzenbergu, 1. kníže 1615–1683            | Jan Adolf I. ze Schwarzenbergu, 1. kníže 1615–1683            |                                                               |                                                               | Marie Justina ze Starhembergu 1608–1681                       | Marie Justina ze Starhembergu 1608–1681                       | Marie Justina ze Starhembergu 1608–1681                | Marie Justina ze Starhembergu 1608–1681                | Marie Justina ze Starhembergu 1608–1681                | Marie Justina ze Starhembergu 1608–1681                |                                         |                                         |                                                     |                                                     |                                                     |                                                     |                                                      |                                                      |                                                      |                                                      |                                                                |                                                                |                                                                |                                                                |                                                                  |                                                                  |                                                                  |                                                                  |                                                                                   |                                                                                   |                                                                                   |                                                                                   |                                                                                   |                                                                                   |                                                              |                                                              |                                                              |                                                              |                                                   |                                                   |                                                   |                                                   |  |  |                                          |                                          |                                          |                                          |                                          |                                          |  |  |                                        |                                        |                                        |                                        |                                        |                                        |  |  |                                           |                                           |                                           |                                           |                                           |                                           |  |  |                                                       |                                                       |                                                       |                                                       |                                                       |                                                       |
|                                               |                                               |                                               |                                               |                                               |                                               |                                       |                                       |                                                          |                                                          |                                                          |                                                          |                                                               |                                                               |                                                               |                                                               |                                                               |                                                               |                                                        |                                                        |                                                        |                                                        |                                         |                                         |                                                     |                                                     |                                                     |                                                     |                                                      |                                                      |                                                      |                                                      |                                                                |                                                                |                                                                |                                                                |                                                                  |                                                                  |                                                                  |                                                                  |                                                                                   |                                                                                   |                                                                                   |                                                                                   |                                                                                   |                                                                                   |                                                              |                                                              |                                                              |                                                              |                                                   |                                                   |                                                   |                                                   |  |  |                                          |                                          |                                          |                                          |                                          |                                          |  |  |                                        |                                        |                                        |                                        |                                        |                                        |  |  |                                           |                                           |                                           |                                           |                                           |                                           |  |  |                                                       |                                                       |                                                       |                                                       |                                                       |                                                       |
|                                               |                                               |                                               |                                               |                                               |                                               |                                       |                                       |                                                          |                                                          |                                                          |                                                          |                                                               |                                                               |                                                               |                                                               |                                                               |                                                               |                                                        |                                                        |                                                        |                                                        |                                         |                                         |                                                     |                                                     |                                                     |                                                     |                                                      |                                                      |                                                      |                                                      |                                                                |                                                                |                                                                |                                                                |                                                                  |                                                                  |                                                                  |                                                                  |                                                                                   |                                                                                   |                                                                                   |                                                                                   |                                                                                   |                                                                                   |                                                              |                                                              |                                                              |                                                              |                                                   |                                                   |                                                   |                                                   |  |  |                                          |                                          |                                          |                                          |                                          |                                          |  |  |                                        |                                        |                                        |                                        |                                        |                                        |  |  |                                           |                                           |                                           |                                           |                                           |                                           |  |  |                                                       |                                                       |                                                       |                                                       |                                                       |                                                       |
| princezna ze Schwarzenbergu */† 1644          | princezna ze Schwarzenbergu */† 1644          | princezna ze Schwarzenbergu */† 1644          | princezna ze Schwarzenbergu */† 1644          | princezna ze Schwarzenbergu */† 1644          | princezna ze Schwarzenbergu */† 1644          |                                       |                                       | x647. Jan Leopold Filip ze Schwarzenbergu */† 1647       | x647. Jan Leopold Filip ze Schwarzenbergu */† 1647       | x647. Jan Leopold Filip ze Schwarzenbergu */† 1647       | x647. Jan Leopold Filip ze Schwarzenbergu */† 1647       | x647. Jan Leopold Filip ze Schwarzenbergu */† 1647            | x647. Jan Leopold Filip ze Schwarzenbergu */† 1647            |                                                               |                                                               | Marie Arnoštka (Ernestina) ze Schwarzenbergu 1649–1719        | Marie Arnoštka (Ernestina) ze Schwarzenbergu 1649–1719        | Marie Arnoštka (Ernestina) ze Schwarzenbergu 1649–1719 | Marie Arnoštka (Ernestina) ze Schwarzenbergu 1649–1719 | Marie Arnoštka (Ernestina) ze Schwarzenbergu 1649–1719 | Marie Arnoštka (Ernestina) ze Schwarzenbergu 1649–1719 |                                         |                                         | Jan Kristián I. z Eggenbergu 1641–1710              | Jan Kristián I. z Eggenbergu 1641–1710              | Jan Kristián I. z Eggenbergu 1641–1710              | Jan Kristián I. z Eggenbergu 1641–1710              | Jan Kristián I. z Eggenbergu 1641–1710               | Jan Kristián I. z Eggenbergu 1641–1710               |                                                      |                                                      | Ferdinand Vilém Eusebius ze Schwarzenbergu, 2. kníže 1652–1703 | Ferdinand Vilém Eusebius ze Schwarzenbergu, 2. kníže 1652–1703 | Ferdinand Vilém Eusebius ze Schwarzenbergu, 2. kníže 1652–1703 | Ferdinand Vilém Eusebius ze Schwarzenbergu, 2. kníže 1652–1703 | Ferdinand Vilém Eusebius ze Schwarzenbergu, 2. kníže 1652–1703   | Ferdinand Vilém Eusebius ze Schwarzenbergu, 2. kníže 1652–1703   |                                                                  |                                                                  | Marie Anna ze Sulzu 1653–1698                                                     | Marie Anna ze Sulzu 1653–1698                                                     | Marie Anna ze Sulzu 1653–1698                                                     | Marie Anna ze Sulzu 1653–1698                                                     | Marie Anna ze Sulzu 1653–1698                                                     | Marie Anna ze Sulzu 1653–1698                                                     |                                                              |                                                              | Šarlota ze Schwarzenbergu 1654–1661                          | Šarlota ze Schwarzenbergu 1654–1661                          | Šarlota ze Schwarzenbergu 1654–1661               | Šarlota ze Schwarzenbergu 1654–1661               | Šarlota ze Schwarzenbergu 1654–1661               | Šarlota ze Schwarzenbergu 1654–1661               |  |  | Ludvík Adam ze Schwarzenbergu 1655–1656  | Ludvík Adam ze Schwarzenbergu 1655–1656  | Ludvík Adam ze Schwarzenbergu 1655–1656  | Ludvík Adam ze Schwarzenbergu 1655–1656  | Ludvík Adam ze Schwarzenbergu 1655–1656  | Ludvík Adam ze Schwarzenbergu 1655–1656  |  |  | Polyxena ze Schwarzenbergu 1658–1659   | Polyxena ze Schwarzenbergu 1658–1659   | Polyxena ze Schwarzenbergu 1658–1659   | Polyxena ze Schwarzenbergu 1658–1659   | Polyxena ze Schwarzenbergu 1658–1659   | Polyxena ze Schwarzenbergu 1658–1659   |  |  |                                           |                                           |                                           |                                           |                                           |                                           |  |  |                                                       |                                                       |                                                       |                                                       |                                                       |                                                       |
| princezna ze Schwarzenbergu */† 1644          | princezna ze Schwarzenbergu */† 1644          | princezna ze Schwarzenbergu */† 1644          | princezna ze Schwarzenbergu */† 1644          | princezna ze Schwarzenbergu */† 1644          | princezna ze Schwarzenbergu */† 1644          |                                       |                                       | x647. Jan Leopold Filip ze Schwarzenbergu */† 1647       | x647. Jan Leopold Filip ze Schwarzenbergu */† 1647       | x647. Jan Leopold Filip ze Schwarzenbergu */† 1647       | x647. Jan Leopold Filip ze Schwarzenbergu */† 1647       | x647. Jan Leopold Filip ze Schwarzenbergu */† 1647            | x647. Jan Leopold Filip ze Schwarzenbergu */† 1647            |                                                               |                                                               | Marie Arnoštka (Ernestina) ze Schwarzenbergu 1649–1719        | Marie Arnoštka (Ernestina) ze Schwarzenbergu 1649–1719        | Marie Arnoštka (Ernestina) ze Schwarzenbergu 1649–1719 | Marie Arnoštka (Ernestina) ze Schwarzenbergu 1649–1719 | Marie Arnoštka (Ernestina) ze Schwarzenbergu 1649–1719 | Marie Arnoštka (Ernestina) ze Schwarzenbergu 1649–1719 |                                         |                                         | Jan Kristián I. z Eggenbergu 1641–1710              | Jan Kristián I. z Eggenbergu 1641–1710              | Jan Kristián I. z Eggenbergu 1641–1710              | Jan Kristián I. z Eggenbergu 1641–1710              | Jan Kristián I. z Eggenbergu 1641–1710               | Jan Kristián I. z Eggenbergu 1641–1710               |                                                      |                                                      | Ferdinand Vilém Eusebius ze Schwarzenbergu, 2. kníže 1652–1703 | Ferdinand Vilém Eusebius ze Schwarzenbergu, 2. kníže 1652–1703 | Ferdinand Vilém Eusebius ze Schwarzenbergu, 2. kníže 1652–1703 | Ferdinand Vilém Eusebius ze Schwarzenbergu, 2. kníže 1652–1703 | Ferdinand Vilém Eusebius ze Schwarzenbergu, 2. kníže 1652–1703   | Ferdinand Vilém Eusebius ze Schwarzenbergu, 2. kníže 1652–1703   |                                                                  |                                                                  | Marie Anna ze Sulzu 1653–1698                                                     | Marie Anna ze Sulzu 1653–1698                                                     | Marie Anna ze Sulzu 1653–1698                                                     | Marie Anna ze Sulzu 1653–1698                                                     | Marie Anna ze Sulzu 1653–1698                                                     | Marie Anna ze Sulzu 1653–1698                                                     |                                                              |                                                              | Šarlota ze Schwarzenbergu 1654–1661                          | Šarlota ze Schwarzenbergu 1654–1661                          | Šarlota ze Schwarzenbergu 1654–1661               | Šarlota ze Schwarzenbergu 1654–1661               | Šarlota ze Schwarzenbergu 1654–1661               | Šarlota ze Schwarzenbergu 1654–1661               |  |  | Ludvík Adam ze Schwarzenbergu 1655–1656  | Ludvík Adam ze Schwarzenbergu 1655–1656  | Ludvík Adam ze Schwarzenbergu 1655–1656  | Ludvík Adam ze Schwarzenbergu 1655–1656  | Ludvík Adam ze Schwarzenbergu 1655–1656  | Ludvík Adam ze Schwarzenbergu 1655–1656  |  |  | Polyxena ze Schwarzenbergu 1658–1659   | Polyxena ze Schwarzenbergu 1658–1659   | Polyxena ze Schwarzenbergu 1658–1659   | Polyxena ze Schwarzenbergu 1658–1659   | Polyxena ze Schwarzenbergu 1658–1659   | Polyxena ze Schwarzenbergu 1658–1659   |  |  |                                           |                                           |                                           |                                           |                                           |                                           |  |  |                                                       |                                                       |                                                       |                                                       |                                                       |                                                       |
|                                               |                                               |                                               |                                               |                                               |                                               |                                       |                                       |                                                          |                                                          |                                                          |                                                          |                                                               |                                                               |                                                               |                                                               |                                                               |                                                               |                                                        |                                                        |                                                        |                                                        |                                         |                                         |                                                     |                                                     |                                                     |                                                     |                                                      |                                                      |                                                      |                                                      |                                                                |                                                                |                                                                |                                                                |                                                                  |                                                                  |                                                                  |                                                                  |                                                                                   |                                                                                   |                                                                                   |                                                                                   |                                                                                   |                                                                                   |                                                              |                                                              |                                                              |                                                              |                                                   |                                                   |                                                   |                                                   |  |  |                                          |                                          |                                          |                                          |                                          |                                          |  |  |                                        |                                        |                                        |                                        |                                        |                                        |  |  |                                           |                                           |                                           |                                           |                                           |                                           |  |  |                                                       |                                                       |                                                       |                                                       |                                                       |                                                       |
|                                               |                                               |                                               |                                               |                                               |                                               |                                       |                                       |                                                          |                                                          |                                                          |                                                          |                                                               |                                                               |                                                               |                                                               |                                                               |                                                               |                                                        |                                                        |                                                        |                                                        |                                         |                                         |                                                     |                                                     |                                                     |                                                     |                                                      |                                                      |                                                      |                                                      |                                                                |                                                                |                                                                |                                                                |                                                                  |                                                                  |                                                                  |                                                                  |                                                                                   |                                                                                   |                                                                                   |                                                                                   |                                                                                   |                                                                                   |                                                              |                                                              |                                                              |                                                              |                                                   |                                                   |                                                   |                                                   |  |  |                                          |                                          |                                          |                                          |                                          |                                          |  |  |                                        |                                        |                                        |                                        |                                        |                                        |  |  |                                           |                                           |                                           |                                           |                                           |                                           |  |  |                                                       |                                                       |                                                       |                                                       |                                                       |                                                       |
| Adolf Ludvík ze Schwarzenbergu 1676–1690      | Adolf Ludvík ze Schwarzenbergu 1676–1690      | Adolf Ludvík ze Schwarzenbergu 1676–1690      | Adolf Ludvík ze Schwarzenbergu 1676–1690      | Adolf Ludvík ze Schwarzenbergu 1676–1690      | Adolf Ludvík ze Schwarzenbergu 1676–1690      |                                       |                                       | Adam František ze Schwarzenbergu, 3. kníže 1680–1732     | Adam František ze Schwarzenbergu, 3. kníže 1680–1732     | Adam František ze Schwarzenbergu, 3. kníže 1680–1732     | Adam František ze Schwarzenbergu, 3. kníže 1680–1732     | Adam František ze Schwarzenbergu, 3. kníže 1680–1732          | Adam František ze Schwarzenbergu, 3. kníže 1680–1732          |                                                               |                                                               | Eleonora Amálie z Lobkowicz 1682–1741                         | Eleonora Amálie z Lobkowicz 1682–1741                         | Eleonora Amálie z Lobkowicz 1682–1741                  | Eleonora Amálie z Lobkowicz 1682–1741                  | Eleonora Amálie z Lobkowicz 1682–1741                  | Eleonora Amálie z Lobkowicz 1682–1741                  |                                         |                                         | Marie Františka Justina ze Schwarzenbergu 1677–1731 | Marie Františka Justina ze Schwarzenbergu 1677–1731 | Marie Františka Justina ze Schwarzenbergu 1677–1731 | Marie Františka Justina ze Schwarzenbergu 1677–1731 | Marie Františka Justina ze Schwarzenbergu 1677–1731  | Marie Františka Justina ze Schwarzenbergu 1677–1731  |                                                      |                                                      | Karel Egon Evžen z Fürstenbergu 1665–1702                      | Karel Egon Evžen z Fürstenbergu 1665–1702                      | Karel Egon Evžen z Fürstenbergu 1665–1702                      | Karel Egon Evžen z Fürstenbergu 1665–1702                      | Karel Egon Evžen z Fürstenbergu 1665–1702                        | Karel Egon Evžen z Fürstenbergu 1665–1702                        |                                                                  |                                                                  | Marie Anna ze Schwarzenbergu 1688–1757                                            | Marie Anna ze Schwarzenbergu 1688–1757                                            | Marie Anna ze Schwarzenbergu 1688–1757                                            | Marie Anna ze Schwarzenbergu 1688–1757                                            | Marie Anna ze Schwarzenbergu 1688–1757                                            | Marie Anna ze Schwarzenbergu 1688–1757                                            |                                                              |                                                              | František Leopold ze Šternberka 1680–1745                    | František Leopold ze Šternberka 1680–1745                    | František Leopold ze Šternberka 1680–1745         | František Leopold ze Šternberka 1680–1745         | František Leopold ze Šternberka 1680–1745         | František Leopold ze Šternberka 1680–1745         |  |  | Marie Johana ze Schwarzenbergu 1689–1739 | Marie Johana ze Schwarzenbergu 1689–1739 | Marie Johana ze Schwarzenbergu 1689–1739 | Marie Johana ze Schwarzenbergu 1689–1739 | Marie Johana ze Schwarzenbergu 1689–1739 | Marie Johana ze Schwarzenbergu 1689–1739 |  |  | Ferdinand August z Lobkowicz 1655–1715 | Ferdinand August z Lobkowicz 1655–1715 | Ferdinand August z Lobkowicz 1655–1715 | Ferdinand August z Lobkowicz 1655–1715 | Ferdinand August z Lobkowicz 1655–1715 | Ferdinand August z Lobkowicz 1655–1715 |  |  | Marie Antonie ze Schwarzenbergu 1692–1744 | Marie Antonie ze Schwarzenbergu 1692–1744 | Marie Antonie ze Schwarzenbergu 1692–1744 | Marie Antonie ze Schwarzenbergu 1692–1744 | Marie Antonie ze Schwarzenbergu 1692–1744 | Marie Antonie ze Schwarzenbergu 1692–1744 |  |  | František Karel II. Liebsteinský z Kolowrat 1684–1753 | František Karel II. Liebsteinský z Kolowrat 1684–1753 | František Karel II. Liebsteinský z Kolowrat 1684–1753 | František Karel II. Liebsteinský z Kolowrat 1684–1753 | František Karel II. Liebsteinský z Kolowrat 1684–1753 | František Karel II. Liebsteinský z Kolowrat 1684–1753 |
| Adolf Ludvík ze Schwarzenbergu 1676–1690      | Adolf Ludvík ze Schwarzenbergu 1676–1690      | Adolf Ludvík ze Schwarzenbergu 1676–1690      | Adolf Ludvík ze Schwarzenbergu 1676–1690      | Adolf Ludvík ze Schwarzenbergu 1676–1690      | Adolf Ludvík ze Schwarzenbergu 1676–1690      |                                       |                                       | Adam František ze Schwarzenbergu, 3. kníže 1680–1732     | Adam František ze Schwarzenbergu, 3. kníže 1680–1732     | Adam František ze Schwarzenbergu, 3. kníže 1680–1732     | Adam František ze Schwarzenbergu, 3. kníže 1680–1732     | Adam František ze Schwarzenbergu, 3. kníže 1680–1732          | Adam František ze Schwarzenbergu, 3. kníže 1680–1732          |                                                               |                                                               | Eleonora Amálie z Lobkowicz 1682–1741                         | Eleonora Amálie z Lobkowicz 1682–1741                         | Eleonora Amálie z Lobkowicz 1682–1741                  | Eleonora Amálie z Lobkowicz 1682–1741                  | Eleonora Amálie z Lobkowicz 1682–1741                  | Eleonora Amálie z Lobkowicz 1682–1741                  |                                         |                                         | Marie Františka Justina ze Schwarzenbergu 1677–1731 | Marie Františka Justina ze Schwarzenbergu 1677–1731 | Marie Františka Justina ze Schwarzenbergu 1677–1731 | Marie Františka Justina ze Schwarzenbergu 1677–1731 | Marie Františka Justina ze Schwarzenbergu 1677–1731  | Marie Františka Justina ze Schwarzenbergu 1677–1731  |                                                      |                                                      | Karel Egon Evžen z Fürstenbergu 1665–1702                      | Karel Egon Evžen z Fürstenbergu 1665–1702                      | Karel Egon Evžen z Fürstenbergu 1665–1702                      | Karel Egon Evžen z Fürstenbergu 1665–1702                      | Karel Egon Evžen z Fürstenbergu 1665–1702                        | Karel Egon Evžen z Fürstenbergu 1665–1702                        |                                                                  |                                                                  | Marie Anna ze Schwarzenbergu 1688–1757                                            | Marie Anna ze Schwarzenbergu 1688–1757                                            | Marie Anna ze Schwarzenbergu 1688–1757                                            | Marie Anna ze Schwarzenbergu 1688–1757                                            | Marie Anna ze Schwarzenbergu 1688–1757                                            | Marie Anna ze Schwarzenbergu 1688–1757                                            |                                                              |                                                              | František Leopold ze Šternberka 1680–1745                    | František Leopold ze Šternberka 1680–1745                    | František Leopold ze Šternberka 1680–1745         | František Leopold ze Šternberka 1680–1745         | František Leopold ze Šternberka 1680–1745         | František Leopold ze Šternberka 1680–1745         |  |  | Marie Johana ze Schwarzenbergu 1689–1739 | Marie Johana ze Schwarzenbergu 1689–1739 | Marie Johana ze Schwarzenbergu 1689–1739 | Marie Johana ze Schwarzenbergu 1689–1739 | Marie Johana ze Schwarzenbergu 1689–1739 | Marie Johana ze Schwarzenbergu 1689–1739 |  |  | Ferdinand August z Lobkowicz 1655–1715 | Ferdinand August z Lobkowicz 1655–1715 | Ferdinand August z Lobkowicz 1655–1715 | Ferdinand August z Lobkowicz 1655–1715 | Ferdinand August z Lobkowicz 1655–1715 | Ferdinand August z Lobkowicz 1655–1715 |  |  | Marie Antonie ze Schwarzenbergu 1692–1744 | Marie Antonie ze Schwarzenbergu 1692–1744 | Marie Antonie ze Schwarzenbergu 1692–1744 | Marie Antonie ze Schwarzenbergu 1692–1744 | Marie Antonie ze Schwarzenbergu 1692–1744 | Marie Antonie ze Schwarzenbergu 1692–1744 |  |  | František Karel II. Liebsteinský z Kolowrat 1684–1753 | František Karel II. Liebsteinský z Kolowrat 1684–1753 | František Karel II. Liebsteinský z Kolowrat 1684–1753 | František Karel II. Liebsteinský z Kolowrat 1684–1753 | František Karel II. Liebsteinský z Kolowrat 1684–1753 | František Karel II. Liebsteinský z Kolowrat 1684–1753 |